# نوفا سكوشا
نوفا سكوشا، هي واحدة من المقاطعات والأقاليم الثلاثة عشر في كندا. وواحدة من ثلاث مقاطعات بحرية وواحدة من أربع مقاطعات في المحيط الأطلسي. "نوفا سكوتيا" هي كلمة لاتينية تعني «إسكتلندا الجديدة». معظم السكان هم من المتحدثين الأصليين للغة الإنجليزية. بلغ عدد سكان المقاطعة مليون نسمة في ديسمبر 2021. 
يبلغ عدد سكانها 923,598 نسمة اعتبارًا من عام 2016، وهي الأكثر اكتظاظًا بالسكان من بين مقاطعات كندا الأربعة الأطلسية. إنها ثاني أكثر المقاطعات كثافة سكانية في البلاد وثاني أصغر مقاطعة من حيث المساحة، وكلاهما بعد جزيرة الأمير إدوارد. تبلغ مساحتها 55,284 كيلومتر مربع (21,345 ميل2) يشمل جزيرة كيب بريتون و3800 جزيرة ساحلية أخرى. ترتبط شبه الجزيرة التي تشكل البر الرئيسي لنوفا سكوشا ببقية أمريكا الشمالية عن طريق برزخ تشينيكتو، حيث تقع الحدود البرية للمقاطعة مع نيو برونزويك. تقع المقاطعة على حدود خليج فوندي وخليج مين من الغرب والمحيط الأطلسي من الجنوب والشرق، ويفصلها مضيق نورثمبرلاند وكابوت عن جزيرة الأمير إدوارد وجزيرة نيوفاوندلاند على التوالي.
كانت الأرض التي تضم ما يُعرف الآن بنوفا سكوشا مأهولة من قبل شعب ميكماق في وقت الاستكشاف الأوروبي. في 1605، أكاديا، فرنسا الصورة الأولى فرنسا الجديدة مستعمرة تأسست مع إنشاء عاصمة أكاديا. حاربت بريطانيا فرنسا من أجل الإقليم في مناسبات عديدة لأكثر من قرن بعد ذلك. كانت قلعة لويسبورغ نقطة تركيز رئيسية في معركة السيطرة. بعد الاضطرابات الكبيرة (1755-1763) حيث قام البريطانيون بترحيل الأكاديين بشكل جماعي، وفتح بريطانيا الجديدة (1758-1760) من قبل البريطانيين، ومعاهدة باريس (1763)، كان على فرنسا تسليم أكاديا إلى الإمبراطورية البريطانية. خلال الحرب الثورية الأمريكية (1775-1783)، استقر الآلاف من الموالين في نوفا سكوشا. في عام 1848، أصبحت نوفا سكوشا أول مستعمرة بريطانية تحقق حكومة مسؤولة، واتحدت في يوليو 1867 مع نيو برونزويك ومقاطعة كندا (الآن أونتاريو وكيبيك) لتشكيل ما يعرف الآن باسم كندا. عاصمة نوفا سكوشا وأكبر مدنها هي هاليفاكس، والتي تضم اليوم حوالي 45 بالمائة من سكان المقاطعة. هاليفاكس هي أكبر منطقة حضرية تعدادًا للثالث أكبر مدينة في كندا الأطلسية، وثاني أكبر مدينة ساحلية في كندا بعد فانكوفر.

## علم أصول الكلمات
«نوفا سكوشا» تعني «إسكتلندا الجديدة» باللاتينية وهو الاسم المعترف به باللغة الإنجليزية للمقاطعة. في اللغتين الغيلية الإسكتلندية والفرنسية، تمت ترجمة المقاطعة مباشرة باسم «إسكتلندا الجديدة» (بالفرنسية: Nouvelle-Écosse. الغيلية: Alba Nuadh). بشكل عام، تستخدم اللغات الرومانسية والسلافية ترجمة مباشرة لكلمة «إسكتلندا الجديدة»، بينما تستخدم معظم اللغات الأخرى الترجمات الصوتية المباشرة للاسم اللاتيني/الإنجليزي.
تم تسمية المقاطعة لأول مرة في الميثاق الملكي لعام 1621 الذي منح السير ويليام ألكسندر في عام 1632 الحق في تسوية الأراضي بما في ذلك نوفا سكوشا الحديثة وجزيرة كيب بريتون وجزيرة الأمير إدوارد ونيو برونزويك وشبه جزيرة جاسبي.

## الجغرافية
نوفا سكوشا هي ثاني أصغر مقاطعة في كندا من حيث المساحة بعد جزيرة الأمير إدوارد. البر الرئيسي للمقاطعة هو شبه جزيرة نوفا سكوتيا، وتحيط بها المحيط الأطلسي وتشمل العديد من الخلجان ومصبات الأنهار. لا يوجد مكان في نوفا سكوشا يزيد 67 كيلومتر (42 ميل) من المحيط. جزيرة كيب بريتون، وهي جزيرة كبيرة تقع إلى الشمال الشرقي من البر الرئيسي لنوفا سكوشا، هي أيضًا جزء من المقاطعة، وكذلك جزيرة سابل، وهي جزيرة صغيرة تشتهر بكونها موقعًا لحطام السفن البحرية، تقريبًا 175 كيلومتر (110 ميل) من الساحل الجنوبي للمقاطعة.

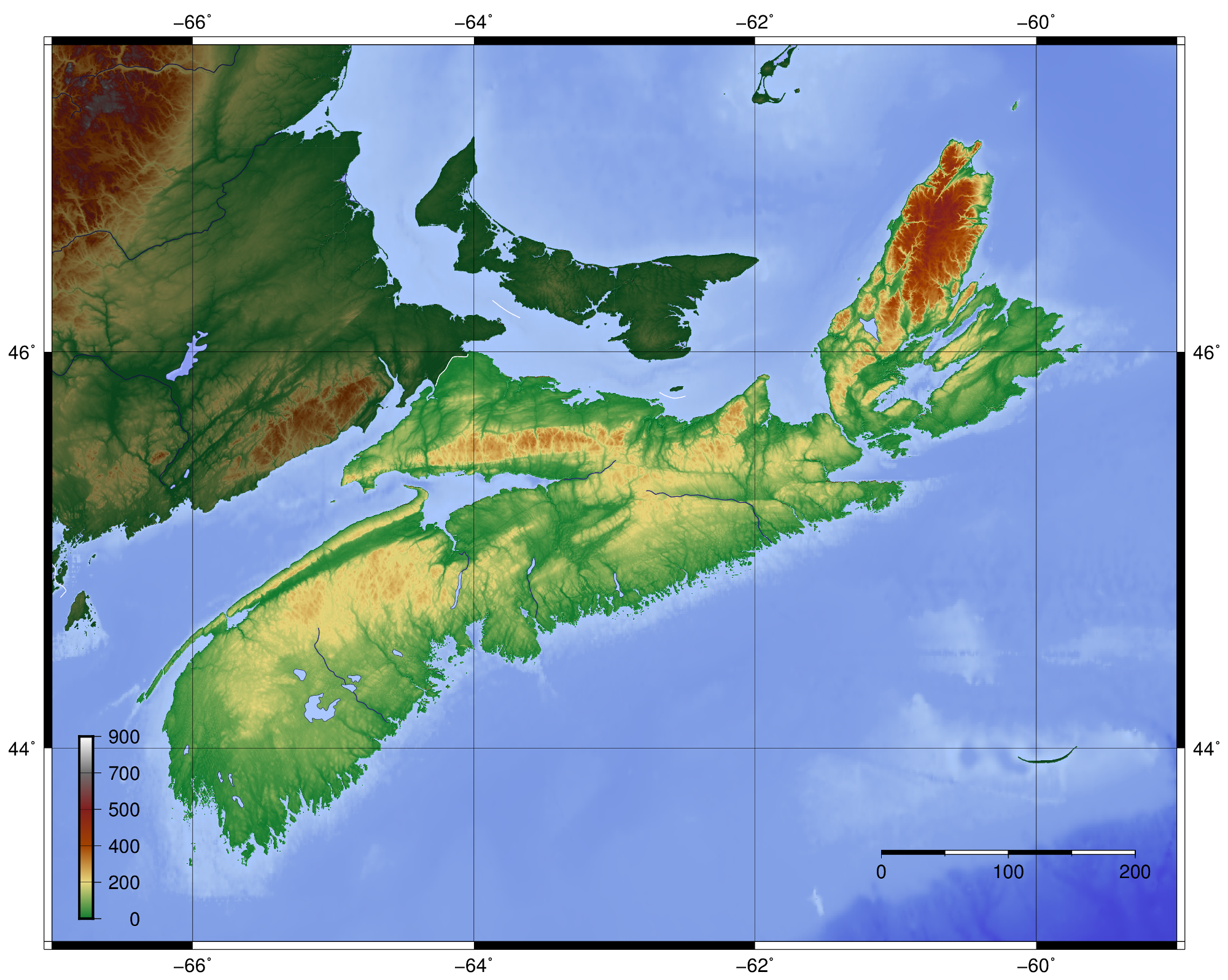
الخريطة الطبوغرافية لنوفا سكوشا

نوفا سكوشا لديها العديد من التكوينات الصخرية القديمة الحاملة للأحافير. هذه التشكيلات غنية بشكل خاص على شواطئ خليج فندي. بلو بيتش بالقرب من هانتسبورت، جروف جوغنز الأحفورية، على خليج شواطئ فاندي، أنتجت وفرة من الحفريات الكربونية. أسفر واسون بلاف، بالقرب من بلدة بارسبورو، عن حفريات العصر الترياسي والجوراسي. أعلى نقطة هي وايت هيل على 533 م (1,749 قدم) فوق مستوى سطح البحر، وتقع بين مرتفعات كيب بريتون في أقصى شمال المقاطعة.

### المناخ

أنواع مناخ كوبن في نوفا سكوشا

تقع نوفا سكوتيا في المنطقة المعتدلة، وعلى الرغم من أن المقاطعة محاطة بالمياه تقريبا، إلا أن المناخ أقرب إلى المناخ القاري بدلا من البحرية. يتم التحكم في درجات الحرارة القصوى في الشتاء والصيف للمناخ القاري بواسطة المحيط. ومع ذلك، فإن الشتاء بارد بما يكفي لتصنيفه على أنه قاري—لا يزال أقرب إلى نقطة التجمد من المناطق الداخلية إلى الغرب. يشبه مناخ نوفا سكوتيا من نواح كثيرة المناخ المركزي بحر البلطيق الساحل في شمال أوروبا، فقط أكثر رطوبة وثلوج. وهذا صحيح على الرغم من نوفا سكوتيا هو بعض خمسة عشر أوجه الشبه جنوبا. المناطق ليست على ساحل المحيط الأطلسي تجربة الصيف أكثر دفئا أكثر نموذجية من المناطق الداخلية، وأدنى مستوياتها في فصل الشتاء هي أكثر برودة قليلا. في 12 أغسطس 2020، مجتمع جراند أوشتانغ، تشتهر به ليه سوومتس سجلت رياح منخفضة بين عشية وضحاها شاف 23.3 °م (73.9 °ف)
وُصفت نوفا سكوشا على لوحة ترخيص المركبات الإقليمية باسم ملعب المحيط (بالإنجليزية: Ocean Playground)‏ في كندا، وهي محاطة بأربعة مسطحات مائية رئيسية: خليج سانت لورانس من الشمال، وخليج فندي من الغرب، وخليج مين إلى الجنوب الغربي، والمحيط الأطلسي إلى الشرق.
| الموقع   | يوليو (درجة مئوية) | يوليو (درجة فهرنهايت) | يناير (درجة مئوية) | يناير (درجة فهرنهايت) |
| -------- | ------------------ | --------------------- | ------------------ | --------------------- |
| هاليفاكس | 23/14              | 73/58                 | 0 / −8             | 32/17                 |
| سيدني    | 23/12              | 73/54                 | −1 / 9             | 30/14                 |
| كنتفيل   | 25/14              | 78/57                 | −1 / 10            | 29/14                 |
| ترورو    | 24/13              | 75/55                 | −1 / −12           | 29/9                  |
| ليفربول  | 25/14              | 77/57                 | 0 / –9             | 32/15                 |
| شيلبورن  | 23/12              | 73/54                 | 1 / −8             | 33/17                 |
| يارموث   | 21/12              | 69/55                 | 1 / −7             | 33/19                 |

## التاريخ
تضمُّ محافظة مناطق ميكماك أمة ميغماكي migamagi والأراضي التي تمتد عبر ماريتيم، وأجزاء من ولاية ماين، نيو فاوند لاند وغاسبيزيا. يعتبر شعب ميغماك جزءًا من عائلة لغة ألغونكيان الكبيرة وكانوا يسكنون نوفا سكوشا في الوقت الذي وصل فيه المستعمرون الأوروبيون الأوائل.

### التسوية الأوروبية
كان أول الأوروبيين الذين استقروا في ما يُعرف الآن بنوفا سكوشا هم الفرنسيون، الذين وصلوا عام 1604، وشكل الكاثوليك ميكماك والأكاديون غالبية سكان المستعمرة على مدار الـ 150 عامًا التالية. في عام 1605، أسس المستعمرون الفرنسيون أول مستوطنة أوروبية دائمة في كندا المستقبلية (وأول شمال فلوريدا) في بورت رويال، وأسسوا ما أصبح يعرف باسم أكاديا. كانت الحرب سمة بارزة في نوفا سكوشا خلال القرنين السابع عشر والثامن عشر. [وثِّق الاقتباس] خلال السنوات الثمانين الأولى التي عاش فيها الفرنسيون والأكاديون في نوفا سكوشا، وقعت تسعة اشتباكات عسكرية كبيرة حيث قاتل الإنجليز والإسكتلنديون (البريطانيون لاحقًا) والهولنديون والفرنسيون للاستيلاء على المنطقة. حدثت هذه اللقاءات في بورت رويال، سانت جون، كاب دي سابل (بورت لا تور حاليًا، نوفا سكوشا)، جمسيج (1674 و1758) وبالين (1629). وقعت الحرب الأهلية الأكادية من عام 1640 إلى عام 1645. مع بداية حرب الملك ويليام في عام 1688، وقعت سلسلة من ستة حروب بين الإنجليز / البريطانيين والفرنسيين، وكانت نوفا سكوشا مسرحًا ثابتًا للصراع بين القوتين.

#### القرن الثامن عشر

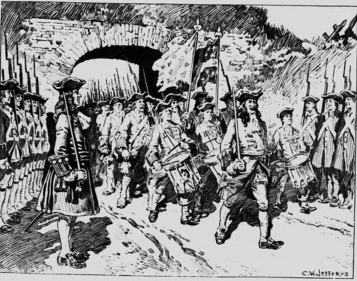
انسحبت القوات الفرنسية من بورت رويال بعد هزيمتها من قبل البريطانيين عام 1710

استؤنفت الأعمال العدائية بين البريطانيين والفرنسيين من 1702 إلى 1713، والمعروفة باسم حرب الملكة آن. وقع الحصار البريطاني لميناء رويال عام 1710، منهياً الحكم الفرنسي في شبه جزيرة أكاديا. أقر التوقيع اللاحق على معاهدة أوترخت في عام 1713 بذلك رسميًا، أثناء إعادة جزيرة كيب بريتون (Île Royale) وجزيرة الأمير إدوارد (Île Saint-Jean) إلى الفرنسيين. على الرغم من الغزو البريطاني لأكاديا في عام 1710، ظلت نوفا سكوشا محتلة بشكل أساسي من قبل الأكاديين الكاثوليك والميكماك، الذين حصروا القوات البريطانية في أنابوليس وكانسو. ثم ما زالت نيو برونزويك الحالية تشكل جزءًا من مستعمرة أكاديا الفرنسية. مباشرة بعد الاستيلاء على بورت رويال في عام 1710، أعلن فرانسيس نيكلسون أنه سيتم تغيير اسمه إلى أنابوليس رويال تكريما للملكة آن.
نتيجة لحرب الأب رايل (1722-1725)، وقع الميكماك سلسلة من المعاهدات مع بريطانيا العظمى في عام 1725. ووقع المكماق معاهدة «خضوع» للتاج البريطاني. ومع ذلك، استمر الصراع بين الأكاديين والميكماك والفرنسيين والبريطانيين في العقود التالية مع حرب الملك جورج (1744-1748).
بدأت حرب الأب لوتري (1749-1755) عندما وصل إدوارد كورنواليس لتأسيس هاليفاكس بـ 13 وسيلة نقل في 21 يونيو 1749. كانت المحكمة العامة، المكونة من الحاكم والمجلس، أعلى محكمة في المستعمرة في ذلك الوقت. أدى جوناثان بيلشر اليمين الدستورية كرئيس للمحكمة العليا في نوفا سكوشا في 21 أكتوبر 1754. اجتمعت أول جمعية تشريعية في هاليفاكس، تحت حكم تشارلز لورانس، في 2 أكتوبر 1758. خلال الحرب الفرنسية والهندية 1754-1663 (مسرح أمريكا الشمالية لحرب السبع سنوات 1756-1763)، رحل البريطانيون الأكاديين وجندوا نيو إنجلاند بلانترز لإعادة توطين المستعمرة. انتهت فترة 75 عامًا من الحرب بمعاهدات هاليفاكس بين البريطانيين والميكماك (1761). بعد الحرب، سُمح لبعض الأكاديين بالعودة.

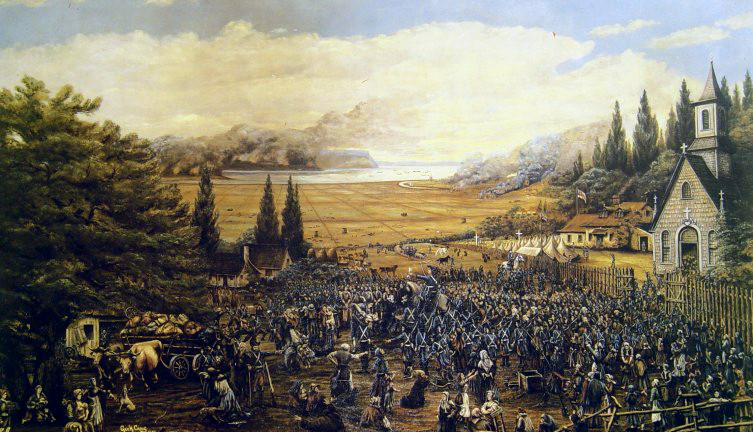
طرد الأكاديين في غراند بري. تم طرد أكثر من 80 في المائة من السكان الأكاديين من المنطقة بين عامي 1755 و1764.

في عام 1763، أصبحت معظم أكاديا (جزيرة كيب بريتون وجزيرة سانت جون (الآن جزيرة الأمير إدوارد) ونيو برونزويك) جزءًا من نوفا سكوشا. في عام 1765، تم إنشاء مقاطعة سنبيري. وشمل ذلك إقليم نيو برونزويك الحالي وشرق مين حتى نهر بينوبسكوت. في عام 1769، أصبحت جزيرة سانت جون مستعمرة منفصلة.
كان للثورة الأمريكية (1775-1783) تأثير كبير في تشكيل نوفا سكوشا. في البداية، أظهرت نوفا سكوشا - «المستعمرة الأمريكية الرابعة عشرة» كما أطلق عليها البعض - تناقضًا حول ما إذا كان يجب على المستعمرة الانضمام إلى المستعمرات الجنوبية في تحديها لبريطانيا، واندلع التمرد في معركة فورت كمبرلاند (1776) وفي الحصار القديس يوحنا (1777). طوال الحرب، دمر القراصنة الأمريكيون الاقتصاد البحري من خلال الاستيلاء على السفن ونهب كل مجتمع تقريبًا خارج هاليفاكس. أدت هذه الغارات الأمريكية إلى نفور العديد من المتعاطفين أو المحايدين من نوفا سكوشا لدعم البريطانيين. بحلول نهاية الحرب، كانت نوفا سكوشا قد جهزت عددًا من القراصنة لمهاجمة السفن الأمريكية. نجحت القوات العسكرية البريطانية المتمركزة في هاليفاكس في منع الدعم الأمريكي للمتمردين في نوفا سكوشا وردع أي غزو لنوفا سكوشا. ومع ذلك، فشلت البحرية البريطانية في تحقيق التفوق البحري. بينما استولى البريطانيون على العديد من القراصنة الأمريكيين في معارك مثل المعركة البحرية قبالة هاليفاكس (1782)، استمر العديد من الهجمات على الشحن والمستوطنات حتى الأشهر الأخيرة من الحرب. كافحت البحرية الملكية للحفاظ على خطوط الإمداد البريطانية، ودفاعًا عن القوافل من الهجمات الأمريكية والفرنسية كما حدث في معركة القوافل التي دارت ضراوة، والمعركة البحرية قبالة كيب بريتون (1781).

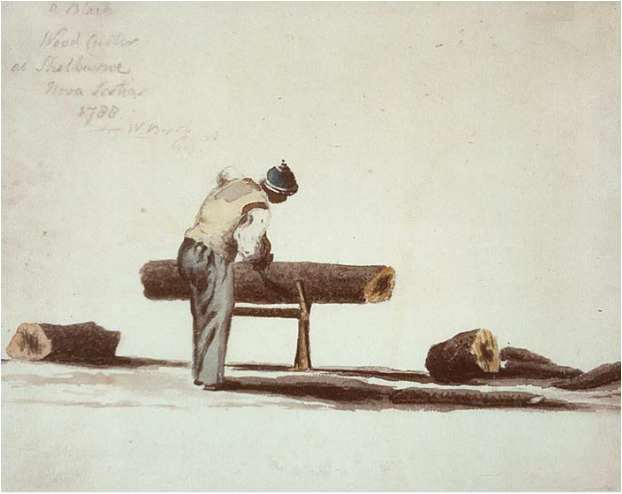
قاطع خشب، في شيلبورن، نوفا سكوشا، في عام 1788

بعد أن أجبرت المستعمرات الثلاثة عشر وحلفاؤهم الفرنسيون القوات البريطانية على الاستسلام (1781)، استقر ما يقرب من 33000 من الموالين (الأمريكيين الموالين للملك، الذين سمح لهم بوضع «الموالون للإمبراطورية المتحدة» بعد أسمائهم) في نوفا سكوشا (14000 منهم فيما أصبح الآن نيو برونزويك) على الأراضي التي منحها التاج كتعويض عن خسائرهم. (قسمت الإدارة البريطانية نوفا سكوشا وخلقت قبالة كيب بريتون ونيو برونزويك عام 1784). خلقت الهجرة الجماعية الموالية مجتمعات جديدة في جميع أنحاء نوفا سكوشا، بما في ذلك شيلبورن، التي أصبحت لفترة وجيزة واحدة من أكبر المستوطنات البريطانية في أمريكا الشمالية، وغرس في نوفا سكوشا رأس مال ومهارات إضافية. هناك أيضًا عدد من الموالين من السود دفنوا في قبور غير مميزة في أرض الدفن القديمة (هاليفاكس، نوفا سكوشا).
ومع ذلك، تسببت الهجرة أيضًا في توترات سياسية بين القادة الموالين وقادة مستوطنة نيو إنجلاند بلانترز الحالية. كما دفع تدفق الموالين إلى سكان نوفا سكوشا من ميغماك إلى الهامش مع تعدي منح الأراضي الموالية على الأراضي الأصلية غير المحددة. كجزء من هجرة الموالين، وصل حوالي 3000 من الموالين السود؛ أسسوا أكبر مستوطنة حرة للسود في أمريكا الشمالية في بيرشتاون، بالقرب من شيلبورن. تم توطين العديد من مجتمعات نوفا سكوشا من قبل الأفواج البريطانية التي حاربت في الحرب.

#### القرن التاسع عشر

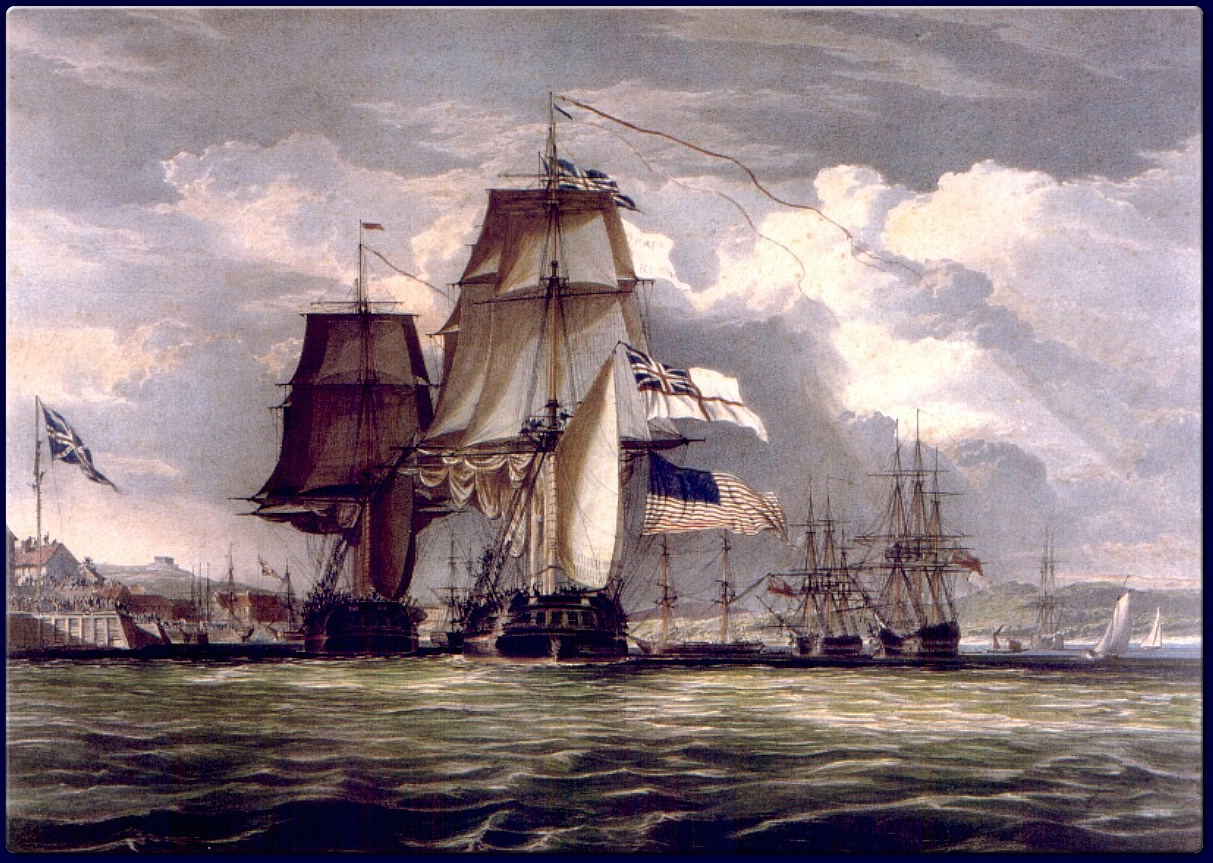
لوحة تُجسّد سفينة أتش أم أس شانون وهي تقودُ سفينة يو إس إس تشيسابيك المأسورة إلى هاليفاكس خلال حرب 1812

خلال حرب عام 1812، شملت مساهمة نوفا سكوشا في المجهود الحربي البريطاني المجتمعات إما بشراء أو بناء العديد من السفن الخاصة لمهاجمة السفن الأمريكية. ربما حدثت أكثر اللحظات إثارة في حرب نوفا سكوشا عندما رافقت شانون الفرقاطة الأمريكية المأسورة تشيزبيك إلى ميناء هاليفاكس (1813). تم الاحتفاظ بالعديد من السجناء الأمريكيين في جزيرة ديدمان، هاليفاكس. خلال هذا القرن، أصبحت نوفا سكوشا أول مستعمرة في أمريكا الشمالية البريطانية والإمبراطورية البريطانية تحقق حكومة مسؤولة في يناير وفبراير 1848 وأصبحت تتمتع بالحكم الذاتي من خلال جهود جوزيف هاو. أنشأت نوفا سكوشا حكومة تمثيلية في عام 1758، وهو إنجاز تم الاحتفال به لاحقًا بتشييد برج دينجل في عام 1908.
قاتل سكان نوفا سكوشا في حرب القرم 1853-1856. نصب ويلسفورد-بارك التذكاري في هاليفاكس هو ثاني أقدم نصب تذكاري للحرب في كندا (1860) ونصب حرب القرم الوحيد في أمريكا الشمالية. وتخلد ذكرى حصار سيفاستوبول 1854-1855.

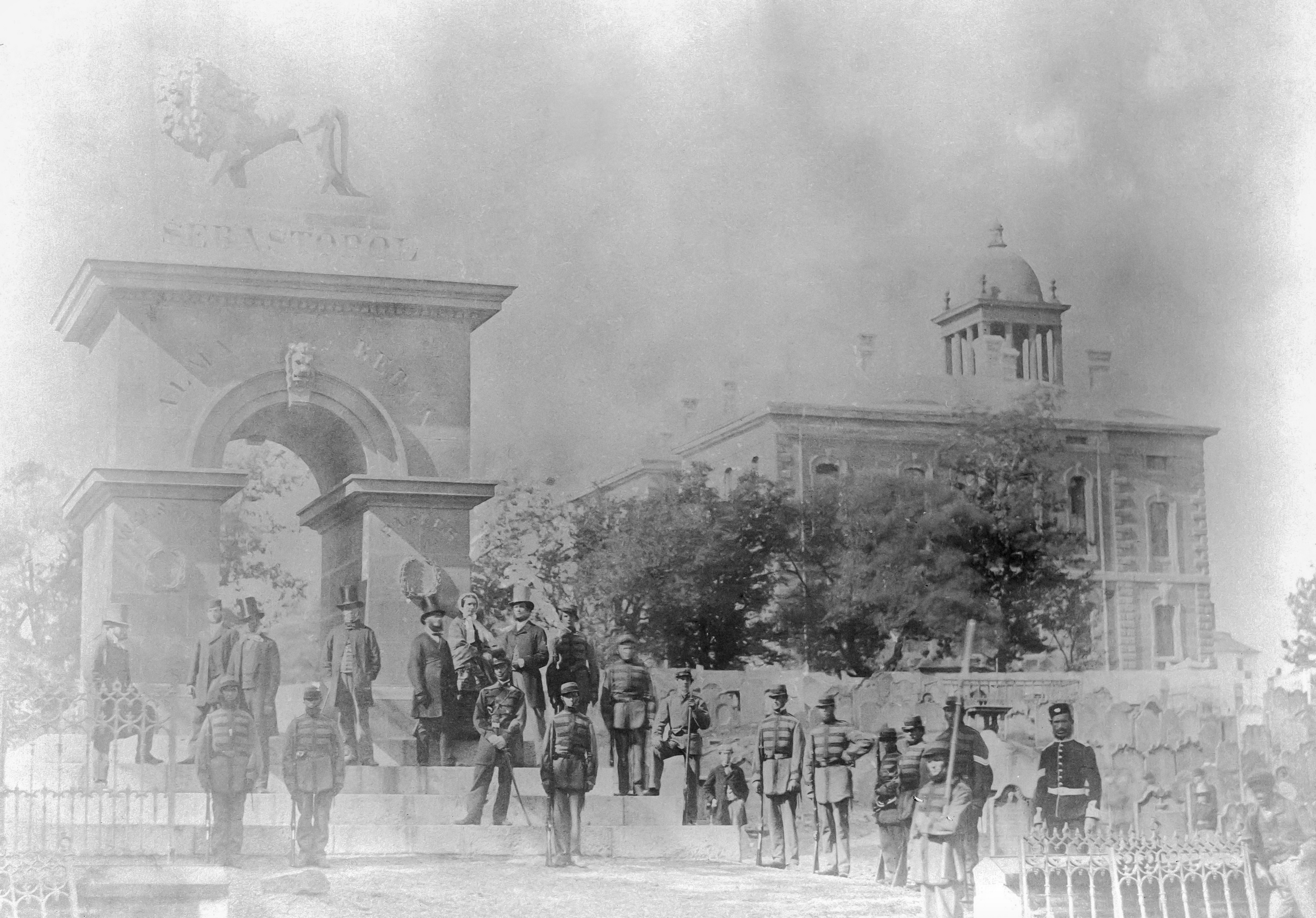
افتتاح النصب التذكاري لسيباستوبول عام 1860. تم بناء النصب لتكريم سكان نوفا سكوشا الذين قاتلوا في حرب القرم.

حارب الآلاف من سكان نوفا سكوشا في الحرب الأهلية الأمريكية (1861-1865)، نيابة عن الشمال في المقام الأول. أعلنت الإمبراطورية البريطانية (بما في ذلك نوفا سكوشا) نفسها محايدة في الصراع. نتيجة لذلك، واصلت بريطانيا (ونوفا سكوشا) التجارة مع كل من الجنوب والشمال. ازدهر اقتصاد نوفا سكوشا خلال الحرب الأهلية.

### تاريخ ما بعد الكونفدرالية
بعد فترة وجيزة من الحرب الأهلية الأمريكية، قاد رئيس وزراء الاتحاد الموالي لكندا تشارلز توبر نوفا سكوشا إلى الاتحاد الكندي في 1 يوليو 1867، جنبًا إلى جنب مع نيو برونزويك ومقاطعة كندا. كان حزب مناهضة الاتحاد بقيادة جوزيف هاو. بعد ثلاثة أشهر تقريبًا، في انتخابات 18 سبتمبر 1867، فاز الحزب المناهض للاتحاد بـ 18 مقعدًا من أصل 19 مقعدًا فيدراليًا، و36 من أصل 38 مقعدًا في المجلس التشريعي الإقليمي. طوال القرن التاسع عشر، أصبحت العديد من الأعمال التجارية التي تم تطويرها في نوفا سكوشا ذات أهمية كندية ودولية: شركة ستار للتصنيع (بالإنجليزية:  Starr Manufacturing Company)‏ وهي أول مصنع تزلج في كندا)، وبنك نوفا سكوشا، وكونارد لاين، ومصنع ألكسندر كيثس للجعة، وشركة مورسس تي (أول شركة شاي في كندا)، من بين أمور أخرى.

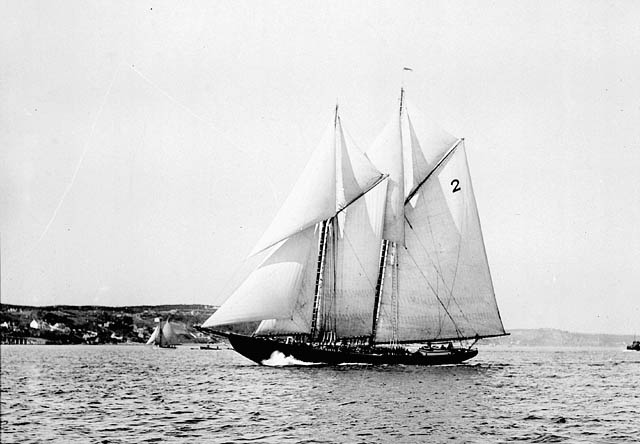
ذا بلونوز في عام 1921. أصبحت سفينة السباق رمزًا إقليميًا لنوفا سكوشا في عشرينيات وثلاثينيات القرن الماضي.

أصبحت نوفا سكوشا رائدة على مستوى العالم في بناء وامتلاك السفن الشراعية الخشبية في النصف الثاني من القرن التاسع عشر. أنتجت نوفا سكوتيا شركات بناء السفن المعترف بها دوليًا دونالد مكاي وويليام داوسون لورانس. تم تأكيد الشهرة التي حققتها نوفا سكوشا من البحارة عندما أصبح جوشوا سلوكوم أول رجل يبحر بمفرده حول العالم (1895). استمر الاهتمام الدولي في القرن التالي مع العديد من انتصارات السباقات للمركبة الشراعية بلونوز. كانت نوفا سكوتيا أيضًا مسقط رأس ومنزل صموئيل كونارد، قطب الشحن البريطاني (المولود في هاليفاكس، نوفا سكوشا) الذي أسس خط كونارد.
في ديسمبر 1917، قُتل حوالي 2000 شخص في انفجار هاليفاكس. في أبريل/نيسان 2020، وقعت موجة قتل في أنحاء المقاطعة وأصبحت أكثر الهجمات دموية في تاريخ كندا.

## الديموغرافيا

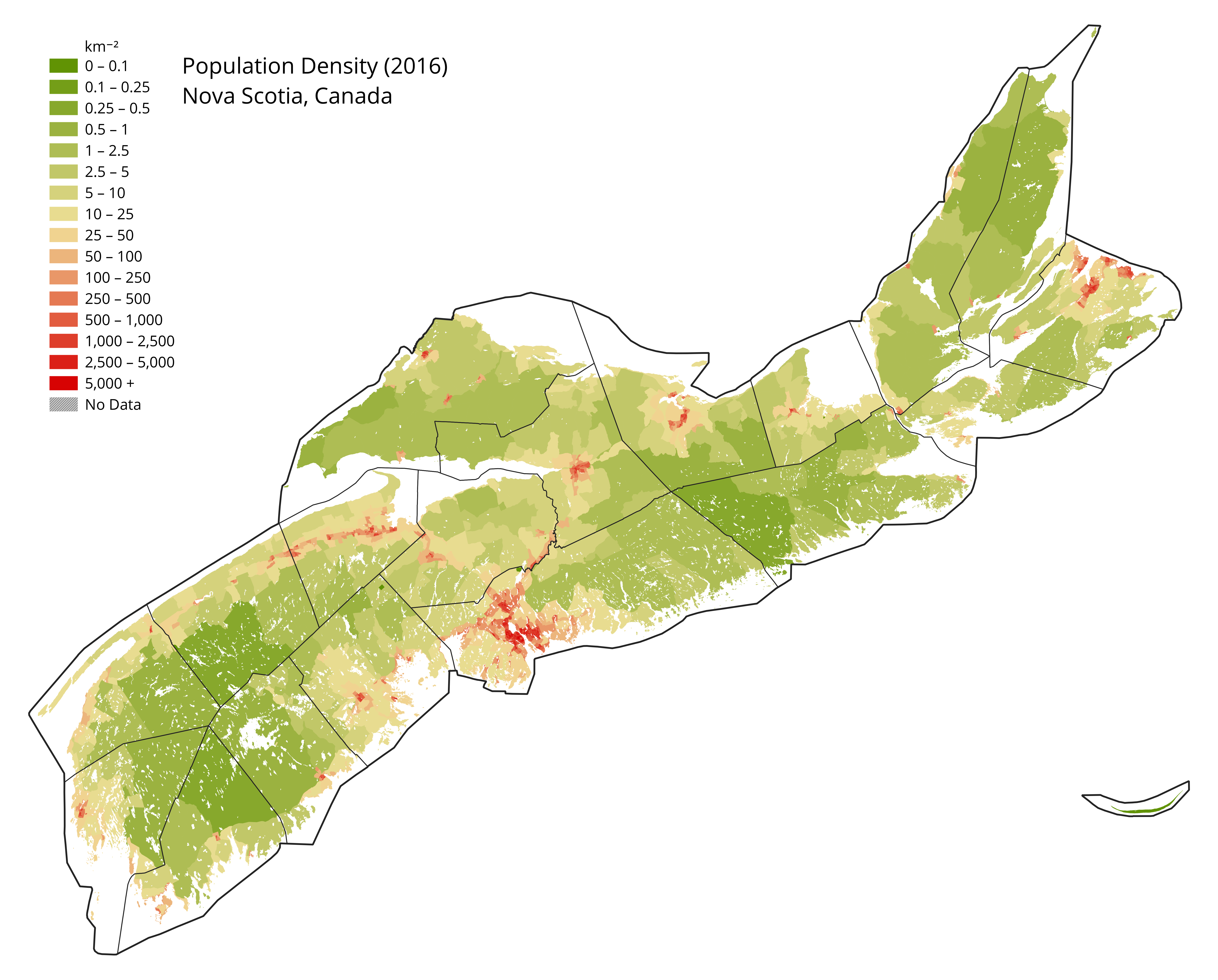
خريطة الكثافة السكانية لمدينة نوفا سكوشا (عام 2016) مع إظهار حدود البلدية والإقليمية.

وفقًا للتعداد الكندي لعام 2016، فإن أكبر مجموعة عرقية في نوفا سكوشا هي الإسكتلندية (30.0٪)، تليها الإنجليزية (28.9٪)، الأيرلندية (21.6٪)، الفرنسية (16.5٪)، الألمانية (10.7٪)، أولاً الأمم (5.4٪)، الهولندية (3.5٪)، ميتيس (2.9٪)، الأكاديان (2.6٪). حدد 42.6% من أفراد العينة أن أصلهم العرقي «كندي».

### اللغة
أظهر الإحصاء الكندي لعام 2016 أن عدد السكان بلغ 923.598 نسمة. من بين 904285 إجابة فردية على سؤال التعداد المتعلق باللغة الأم، كانت اللغات الأكثر شيوعًا هي:
| الترتيب | لغة                               | تعداد السكان | النسبة المئوية |
| ------- | --------------------------------- | ------------ | -------------- |
| 1.      | إنجليزي                           | 836.090      | 92.46٪         |
| 2.      | فرنسي                             | 31110        | 3.44٪          |
| 3.      | عربي                              | 5965         | 0.66٪          |
| 4.      | ميكماق                            | 4620         | 0.51٪          |
| 5.      | الصينية (بما في ذلك جميع اللهجات) | 4315         | 0.48٪          |
| 6.      | ألمانية                           | 3275         | 0.36٪          |
| 7.      | هولندي                            | 1,725        | 0.19٪          |
| 8.      | الأسبانية                         | 1,545        | 0.17٪          |
| 9.      | الغيلية الإسكتلندية               | 1300         | 0.14٪          |
| 10.     | تاغالوغ                           | 1,185        | 0.13٪          |

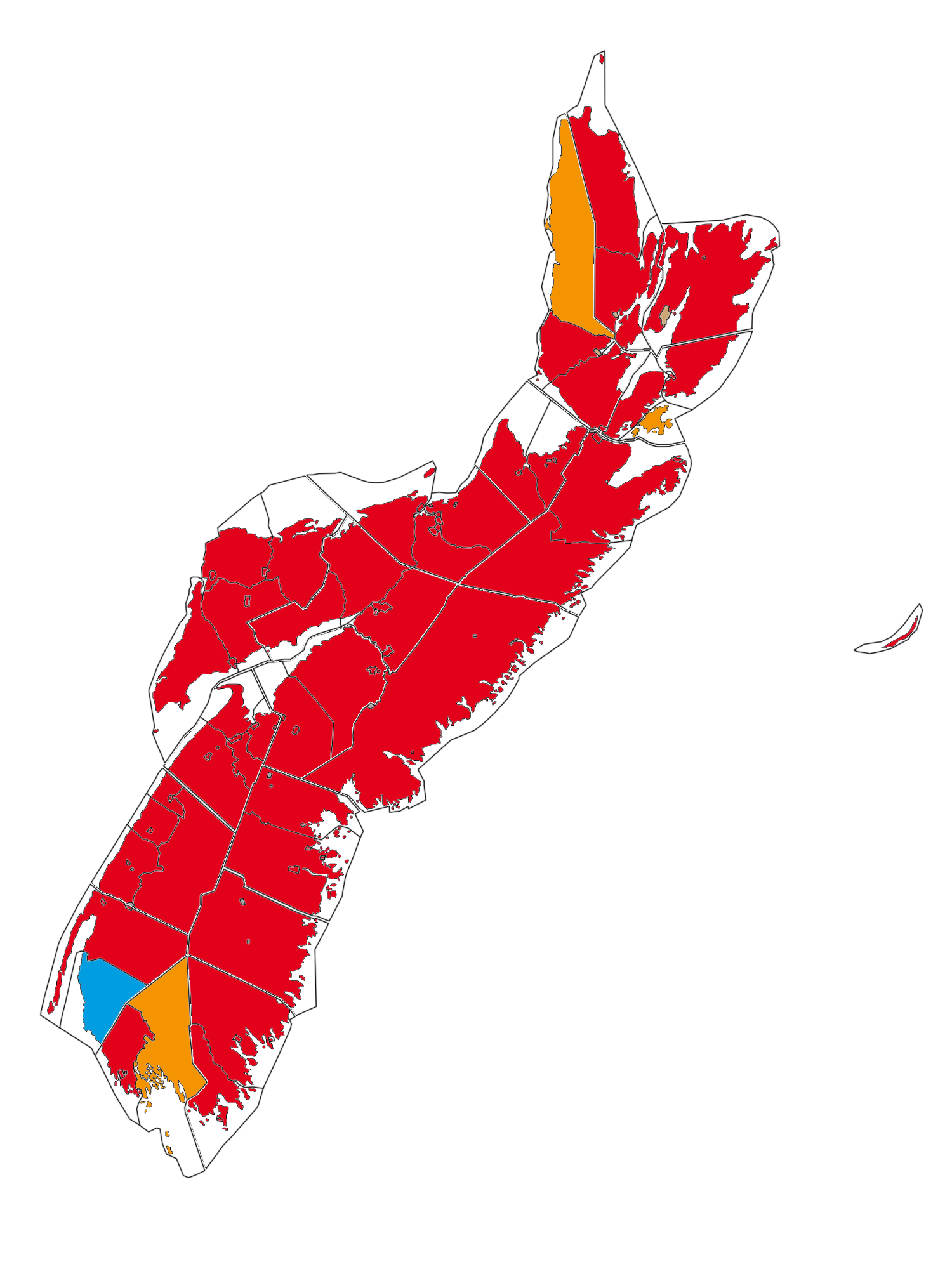
اللغات في نوفا سكوشا: الأحمر - الأغلبية الإنجليزية، البرتقالي - مختلط، الأزرق - غالبية الفرنكوفونية

الأرقام المعروضة هي لعدد الردود بلغة واحدة والنسبة المئوية لإجمالي الردود بلغة واحدة.

توزيع الغيلية الإسكتلندية في المقاطعات البحرية في كندا

نوفا سكوشا (وتُكتب في مصادر أخرى سكوتيا) هي موطن لأكبر مجتمع يتحدث اللغة الغيلية الإسكتلندية خارج إسكتلندا، مع عدد قليل من المتحدثين الأصليين في مقاطعة بيكتو، مقاطعة أنتيغونيش، وجزيرة كيب بريتون، ويتم تدريس اللغة في عدد من المدارس الثانوية في جميع أنحاء المقاطعة. في عام 2018، أطلقت الحكومة لوحة ترخيص مركبة غيلية جديدة لزيادة الوعي باللغة والمساعدة في تمويل مبادرات اللغة والثقافة الغيلية. قدروا أن هناك 2000 متحدث غاليك في المقاطعة.

### الدين
في عام 1871، كانت أكبر الطوائف الدينية المشيخية مع 103,500 (27 ٪)؛ الروم الكاثوليك 102000 (26٪)؛ المعمدان مع 73295 (19٪)؛ الأنجليكانية بنسبة 55124 (14٪)؛ الميثودي مع 40748 (10٪)، اللوثري مع 4958 (1.3٪)؛ ومصلي مع 2538 (0.65٪). وفقًا لتعداد عام 2011، كانت أكبر الطوائف من حيث عدد أتباعها من المسيحيين بنسبة 78.2 ٪. حوالي 21.18% من غير المتدينين و1% من المسلمين. يشكل اليهود والهندوس والسيخ حوالي 0.20٪.

## الاقتصاد
بلغ نصيب الفرد من الناتج المحلي الإجمالي في نوفا سكوشا في عام 2016 ما 44,924 دولار كندي، أقل بكثير من المتوسط الوطني للناتج المحلي الإجمالي للفرد 57,574 دولار كندي. لقد تأخر نمو الناتج المحلي الإجمالي عن بقية البلاد خلال العقد الماضي على الأقل. اعتبارًا من عام 2017، كان متوسط دخل الأسرة في نوفا سكوشا 85,970 دولارًا أمريكيًا، أي أقل من المتوسط الوطني البالغ 92,990 دولارًا أمريكيًا، في هاليفاكس يرتفع الرقم إلى 98870 دولار.
المقاطعة هي أكبر مصدر في العالم لأشجار عيد الميلاد وسرطان البحر والجبس والتوت البري. تتجاوز قيمة صادراتها من الأسماك مليار دولار، ويتمُّ استلام المنتجات السمكية من قبل 90 دولة حول العالم. ومع ذلك، فإن واردات المقاطعة تتجاوز بكثير صادراتها. وبينما كانت هذه الأرقام متساوية تقريبًا من عام 1992 حتى عام 2004، فقد تضخم العجز التجاري منذ ذلك الوقت. في عام 2012، بلغت الصادرات من نوفا سكوشا 12.1% من الناتج المحلي الإجمالي للمقاطعة، بينما كانت الواردات 22.6٪.
لقد تنوع اقتصاد نوفا سكوشا القائم على الموارد تقليديًا في العقود الأخيرة. كان صعود نوفا سكوتيا كولاية قضائية قابلة للحياة في أمريكا الشمالية، تاريخيًا، مدفوعًا بالتوافر الجاهز للموارد الطبيعية، وخاصة الأرصدة السمكية قبالة الجرف الإسكتلندي. كانت مصايد الأسماك ركيزة من ركائز الاقتصاد منذ تطورها كجزء من فرنسا الجديدة في القرن السابع عشر؛ ومع ذلك، عانت الثروة السمكية من انخفاض حاد بسبب الصيد الجائر في أواخر القرن العشرين. أدى انهيار مخزون سمك القد وإغلاق هذا القطاع إلى خسارة ما يقرب من 20000 وظيفة في عام 1992.
كما تضررت القطاعات الأخرى في المقاطعة بشدة، لا سيما خلال العقدين الماضيين: توقف تعدين الفحم في كيب بريتون والبر الرئيسي الشمالي لنوفا سكوشا تقريبًا، وأغلقت مصنع صلب كبير في سيدني خلال التسعينيات. في الآونة الأخيرة، أضر ارتفاع قيمة الدولار الكندي مقابل الدولار الأمريكي بصناعة الغابات، مما أدى إلى إغلاق مصنع لب الورق والورق طويل الأمد بالقرب من ليفربول. يعد التعدين، وخاصة الجبس والملح وبدرجة أقل السيليكا والجفت والباريت، قطاعًا مهمًا أيضًا. منذ عام 1991، أصبح النفط والغاز البحريان جزءًا مهمًا من الاقتصاد، على الرغم من تراجع الإنتاج والإيرادات الآن. ومع ذلك، لا تزال الزراعة قطاعًا مهمًا في المقاطعة، لا سيما في وادي أنابوليس.

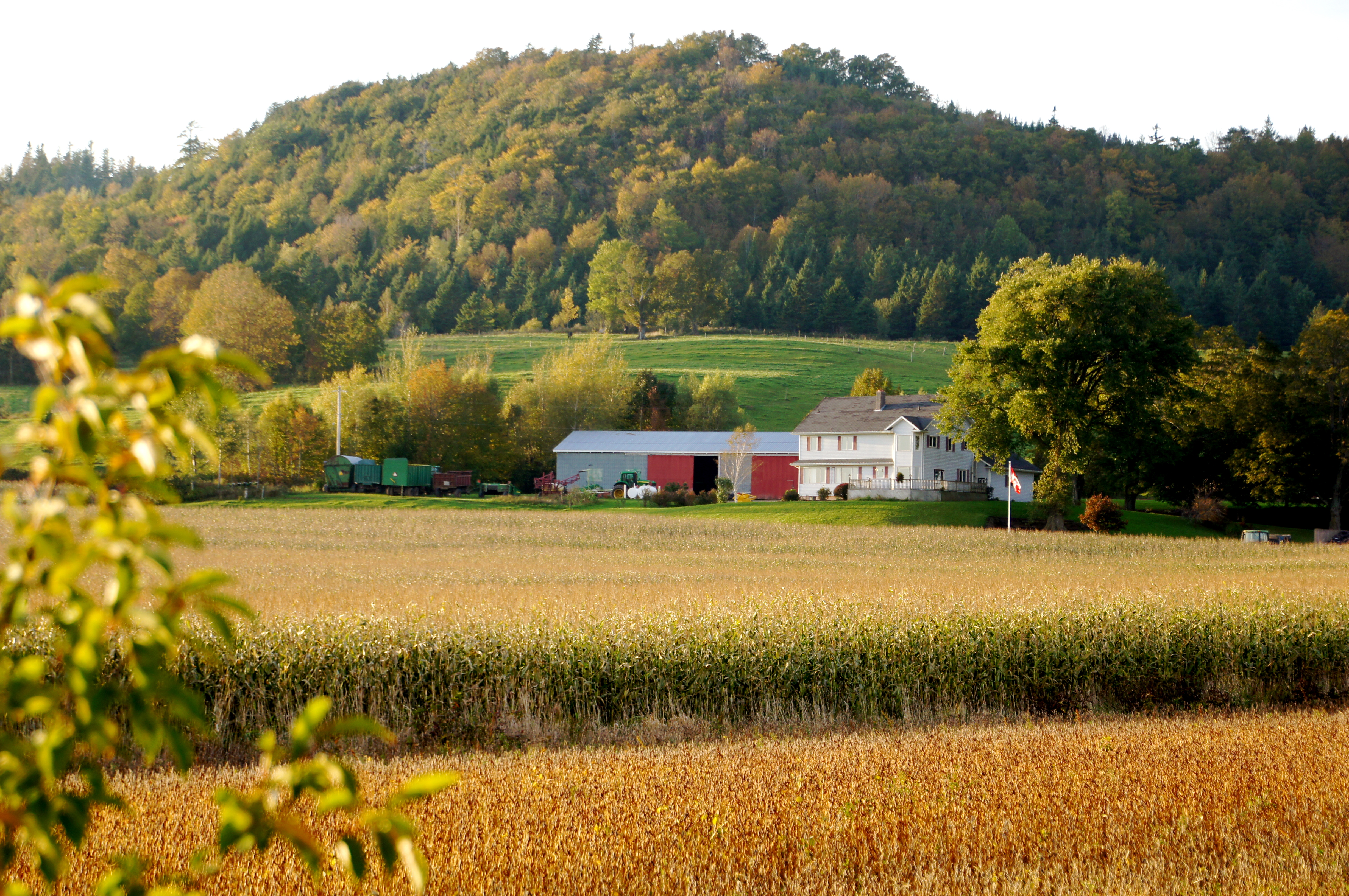
مزرعة في جرافتون. تظل الزراعة قطاعا هاما من الاقتصاد في وادي أنابوليس.

يدر قطاع الدفاع والفضاء في نوفا سكوشا ما يقرب من 500 مليون دولار وتساهم بنحو 1.5 مليار دولار لاقتصاد المقاطعة كل عام. حتى الآن، يقيم 40% من الأصول العسكرية الكندية في نوفا سكوشا. تمتلك نوفا سكوتيا رابع أكبر صناعة أفلام في كندا وتستضيف أكثر من 100 إنتاج سنويًا، أكثر من نصفها من منتجات منتجي الأفلام والتلفزيون الدوليين. في عام 2015، ألغت حكومة نوفا سكوشا الإعفاءات الضريبية لإنتاج الأفلام في المقاطعة، مما عرض الصناعة للخطر نظرًا لاستمرار معظم الولايات القضائية الأخرى في تقديم مثل هذه الائتمانات. تفتخر محافظة أيضا تتطور بسرعة تكنولوجيا المعلومات والاتصالات قطاع (ICT) الذي يتكون من أكثر من 500 شركة، ويعمل بها ما يقرب من 15,000 شخص.
في عام 2006، جلب قطاع التصنيع أكثر من 2.6 مليار دولار من إجمالي الناتج المحلي المقيد، وهو أكبر ناتج لأي قطاع صناعي في نوفا سكوشا. لا تزال ميشلان إلى حد بعيد أكبر رب عمل منفرد في هذا القطاع، حيث تقوم بتشغيل ثلاثة مصانع إنتاج في المقاطعة. ميشلان هي أيضًا أكبر جهة توظيف في القطاع الخاص في المقاطعة.

### السياحة

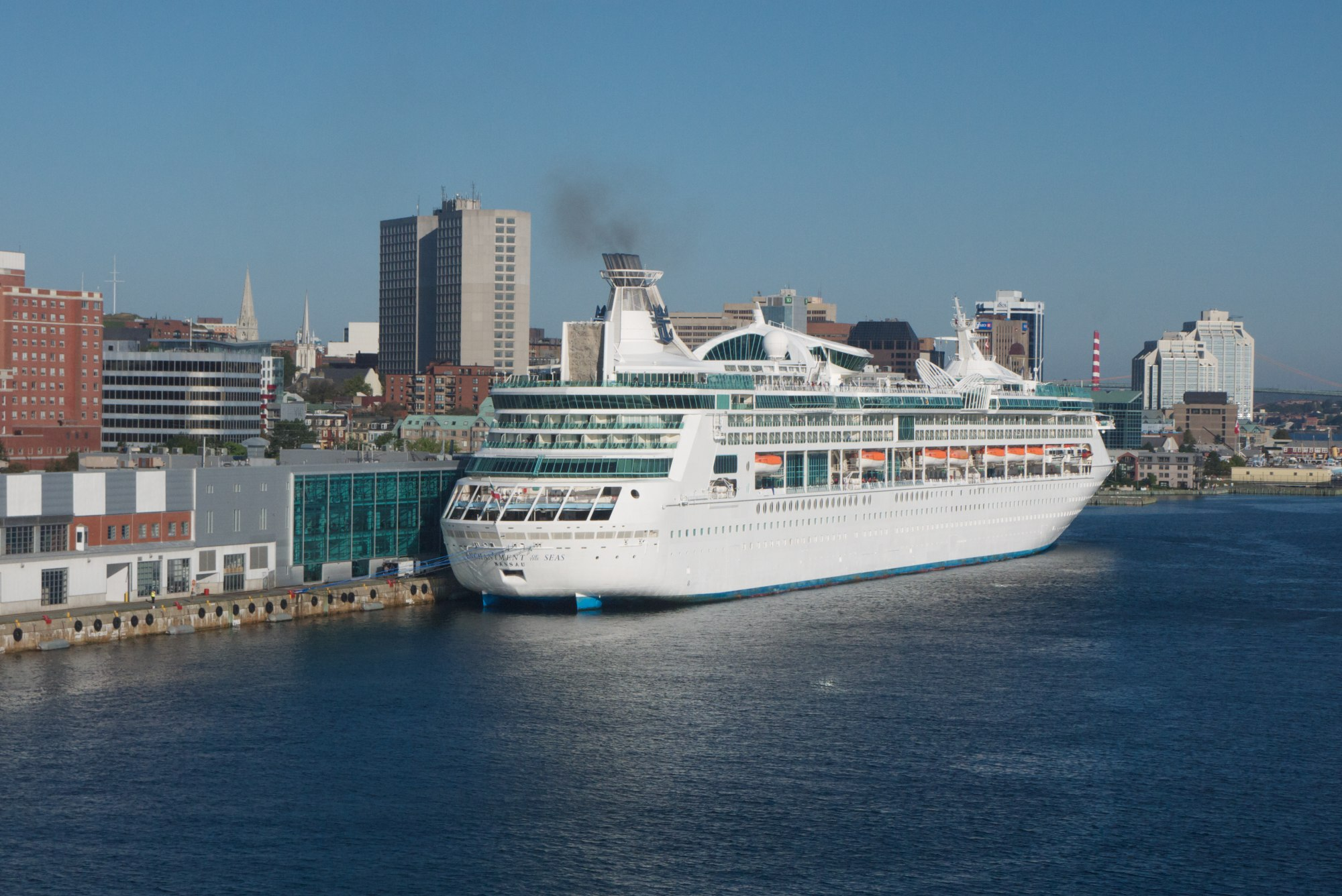
رست سفينة سياحية في ميناء هاليفاكس. يستقبل الميناء أكثر من 200000 مسافر للرحلات البحرية كل عام.

تضم صناعة السياحة في نوفا سكوتيا أكثر من 6500 شركة مباشرة، وتدعم ما يقرب من 40000 وظيفة. تقوم السفن السياحية بزيارات منتظمة للمقاطعة. في عام 2010، ميناء هاليفاكس استقبل 261000 راكب وسيدني 69000. تساهم هذه الصناعة بحوالي 1.3 مليار دولار سنويا للاقتصاد. تضمنت حملة السياحة في نوفا سكوتيا عام 2008 الإعلان عن هاتف محمول خيالي يسمى الرمان وإنشاء موقع على شبكة الإنترنت، والتي بعد قراءة حول «الهاتف الجديد» توجيهها إلى معلومات السياحة حول المنطقة.
تعرض صناعة السياحة في نوفا سكوتيا ثقافة نوفا سكوتيا ومناظرها الطبيعية وخطها الساحلي. يوجد في نوفا سكوتيا العديد من المتاحف التي تعكس تراثها العرقي، بما في ذلك مركز جلوسكاب للتراث وموقع جراند-بري التاريخي الوطني وهيكتور هيريتاج كواي والمركز الثقافي الأسود في نوفا سكوشا. تحكي متاحف أخرى قصة تاريخ عملها، مثل متحف كيب بريتون مينرز، والمتحف البحري للمحيط الأطلسي. تعد نوفا سكوتيا موطنًا للعديد من الموسيقيين المشهورين عالميًا وهناك مراكز للزوار في البلدات الأصلية مثل هانك سنو وريتا ماكنيل ومركز آن موراي. هناك أيضًا العديد من المهرجانات الموسيقية والثقافية مثل مهرجان ستان روجرز الشعبي ومهرجان سلتيك كولورز ونوفا سكوشا غيليك مود ورويال نوفا سكوتيا إنترناشونال تاتو ومهرجان أتلانتيك السينمائي ومهرجان أتلانتيك فرينج.
يوجد بالمقاطعة 87 موقعًا تاريخيًا وطنيًا لكندا، بما في ذلك المسكن في بورت رويال وقلعة لويسبورغ وسيتاديل هيل (فورت جورج) في هاليفاكس. يوجد في نوفا سكوتيا متنزهان وطنيان، كيجيمكوجيك ومرتفعات كيب بريتون والعديد من المناطق المحمية الأخرى. يتمتع خليج فندي بأعلى نطاق للمد والجزر في العالم، كما أن Peggys Cove الأيقوني معترف به دوليًا ويستقبل أكثر من 600000 زائر سنويًا. مدينة لونينبورج (بالإنجليزية: Old Town Lunenburg)‏ هي مدينة ساحلية على الشاطئ الجنوبي تم إعلانها كموقع تراث عالمي لليونسكو. سماء أكاديان وأراضي ميكمق هي محمية مضيئة بالنجوم في جنوب غرب نوفا سكوشا. إنها أول وجهة سياحية معتمدة من منظمة اليونسكو للنجوم النجمية. الوجهات السياحية في ضوء النجوم هي مواقع توفر ظروفًا لرصد النجوم المحمية من التلوث الضوئي.

## الحكومة والسياسة
تأمر نوفا سكوشا من قبل حكومة برلمانية ضمن بنية ملكية دستورية؛ الملكية في نوفا سكوشا هي أساس الفروع التنفيذية والتشريعية والقضائية. صاحب السيادة هو المللك تشارلز الثالث، الذي تعمل أيضًا كرئيس لـ 14 دولة أخرى من دول الكومنولث، وكل مقاطعة من المقاطعات التسعة الأخرى في كندا، والعالم الفيدرالي الكندي، ويقيم في الغالب في المملكة المتحدة. على هذا النحو، فإن ممثل الملك، نائب حاكم نوفا سكوشا (في الوقت الحاضر آرثر جوزيف لوبلانك)، ينفذ معظم الواجبات الملكية في نوفا سكوشا.
ومع ذلك، فإن المشاركة المباشرة للشخصيات الملكية ونائبة الملك في أي من مجالات الحكم هذه محدودة؛ في الممارسة العملية، يتم توجيه استخدامهم للسلطات التنفيذية من قبل المجلس التنفيذي، وهي لجنة من وزراء التاج تكون مسؤولة أمام مجلس واحد لمجلس النواب المنتخب ويختاره ويرأسه رئيس وزراء نوفا سكوشا (حاليًا تيم هيوستن)، رئيس من الحكومة. لضمان استقرار الحكومة، عادة ما يعين نائب الحاكم كرئيس للوزراء الشخص الذي هو الزعيم الحالي للحزب السياسي الذي يمكنه الحصول على ثقة التعددية في مجلس النواب. عادة ما يصبح زعيم الحزب الذي يحتل المرتبة الثانية من حيث عدد المقاعد زعيم المعارضة الموالية لصاحبة الجلالة (حاليًا إيان رانكين)وهو جزء من نظام برلماني معادي يهدف إلى إبقاء الحكومة تحت السيطرة.
يتم انتخاب كل عضو من أعضاء الجمعية التشريعية البالغ عددهم 51 عضوًا في مجلس النواب بأغلبية عضو واحد في دائرة انتخابية أو في دائرة انتخابية. يجب أن تتم الدعوة إلى الانتخابات العامة من قبل نائب الحاكم بناءً على مشورة رئيس الوزراء، أو قد يتم إجراؤها بفعل خسارة الحكومة تصويتًا بالثقة في مجلس النواب. هناك ثلاثة أحزاب سياسية مهيمنة في نوفا سكوشا: الحزب الليبرالي، والحزب الديمقراطي الجديد، والحزب التقدمي المحافظ. الحزبان الآخران المسجلان هما حزب الخضر في نوفا سكوشا وحزب أتلانتيكا، ولا يوجد لأي منهما مقعد في مجلس النواب. عائدات المقاطعة تأتي أساسا من الضرائب على الدخل الشخصي والشركات، على الرغم من الضرائب على التبغ والكحول، حصتها في شركة اليانصيب الأطلسي، كما أن إتاوات النفط والغاز مهمة أيضا. في 2006-07، أقرت المقاطعة ميزانية قدرها 6.9 مليار دولار مع توقع 72 مليون دولار فائض. حساب المدفوعات معادلة الاتحادية هو 1.385 مليار دولار، أو 20.07% من عائدات المحافظات. تشارك المحافظة في هست، ضريبة مبيعات مختلطة تم جمعها من قبل الحكومة الفيدرالية باستخدام غست النظام الضريبي.

### التقسيمات الإدارية
يتم توفير الحكم المحلي من قبل 50 بلدية، منها ثلاثة أنواع: البلديات الإقليمية والبلدات وبلديات المقاطعات أو المقاطعات. يمكن أن توجد القرى داخل بلديات المقاطعة أو المقاطعة، بسلطة محدودة ومجلس منتخب.
هناك ثلاث بلديات جهوية. قد يتم دمجها بموجب قانون الحكومة البلدية (MGA)لعام 1998، والذي دخل حيز التنفيذ في 1 أبريل 1999، بينما تستمر المدن وبلديات المقاطعات وبلديات المقاطعات كبلديات في إطار قانون الحكومة البلديّة. تمنح قانون الحكومة البلديّة المجالس البلدية سلطة وضع اللوائح الخاصة بـ «الصحة والرفاهية والسلامة وحماية الأشخاص» و«سلامة وحماية الممتلكات» بالإضافة إلى بعض الصلاحيات المعبر عنها. بلدية هاليفاكس الإقليمية هي العاصمة وأكبر بلدية في نوفا سكوشا من حيث عدد السكان حيث يمثل سكانها 403,131 نسمة44% من مجموع سكان المحافظة ومساحة الأرض 5,490.35 كيلومتر مربع (2,119.84 ميل2). كانت بيكتو هي أول بلدية تضم 4 مايو 1874، وأحدث البلديات هي هاليفاكس ومنطقة بلدية كوينز التي اندمجت في شكل حكومتها البلدية الإقليمية الحالي في 1 أبريل 1996.
توجد 26 مدينة وتسع بلديات و12 مقاطعة.

## الحضارة

### المطبخ
يعد مطبخ نوفا سكوشا كنديًا نموذجيًا مع التركيز على المأكولات البحرية المحلية. أحد الأطباق المتوطنة (بمعنى «غريب إلى» و«مصدره») هو دونر كباب (بالإنجليزية: Halifax donair)‏، وهو نوع بعيد من دونر كباب محضر باستخدام شرائح رقيقة من اللحم البقري وصلصة الحليب المكثف الحلوة. بالإضافة إلى ذلك، فإن هودج بودج، حساء كريمي من خضروات الأطفال الطازجة، موطنه الأصلي نوفا سكوتيا.
تشتهر المقاطعة أيضًا بالحلوى التي تسمى العنبية دامبلنغ.

### الأحداث والمهرجانات
هناك عدد من المهرجانات والفعاليات الثقافية التي تتكرر في نوفا سكوشا أو ملحوظة في تاريخها. فيما يلي قائمة غير كاملة بالمهرجانات والتجمعات الثقافية الأخرى في المحافظة:
- رويال نوفا سكوتيا انترناشيونال تاتو

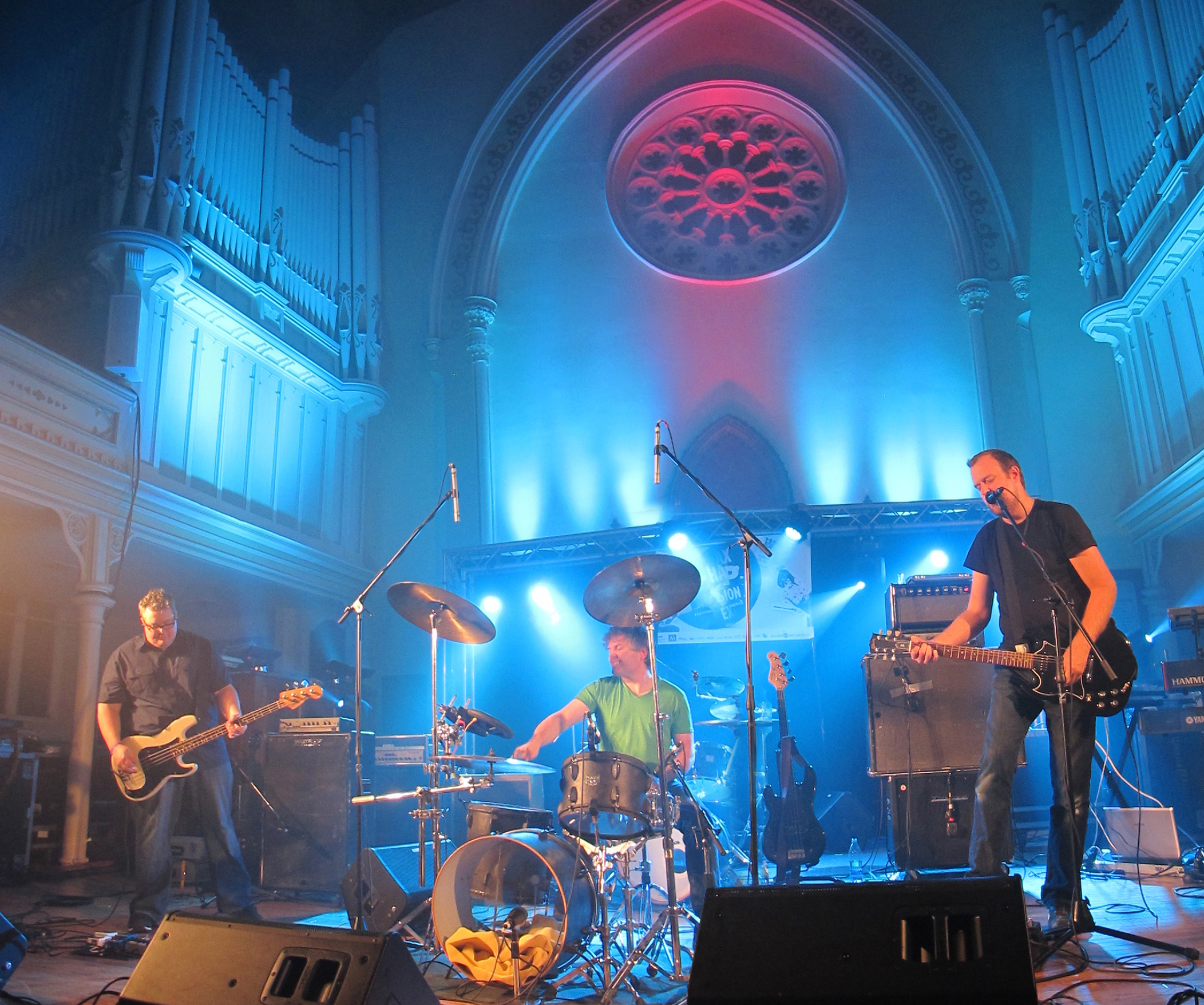
فنانون في مهرجان هاليفاكس بوب، وهو مهرجان موسيقي سنوي في هاليفاكس

- مهرجان أنابوليس فالي آبل بلوسوم
- مهرجان المسرح الأطلسي
- مهرجان الفيلم الأطلسي
- مهرجان الأطلسي باند
- مهرجان كيب بريتون الدولي للطبول
- سلسلة حفلات سيسيليا الموسيقية
- ألوان سلتيك
- مهرجان تتطور
- كرنفال بيكتو لوبستر
- مهرجان هاليفاكس الكوميدي
- مهرجان هاليفاكس للجاز
- هاليفاكس برايد
- انفجار هاليفاكس بوب
- غيلية نوفا سكوشا مود
- مهرجان ستان روجرز الشعبي
- تأجج للعطلات
- الشركاء الاستراتيجيين
- كلمة في الشارع
- مهرجان المسرح الصيفي أنتيجونيش
- مهرجان العذراء
- نيو غلاسكو ريفرفرونت اليوبيل
- رالي وارف الفئران
- مهرجان هاليفاكس بوسكر
- هال كون

### السينما والتلفزيون
أنجبت نوفا سكوشا العديد من الممثلين السينمائيين. المرشح لجائزة الأوسكار إليوت بيج (جونو، البداية)ولد في هاليفاكس، نوفا سكوشا؛ وصف آرثر كينيدي (لورنس العرب، هاي سييرا)، المرشح لجائزة الأوسكار خمس مرات، نوفا سكوشا بمنزله؛ وقضى دونالد ساذرلاند الحائز على جائزة جولدن جلوب مرتين (ماش، أشخاص عاديون)معظم شبابه في المقاطعة. ومن بين الممثلين الآخرين جون بول تريمبلاي وروب ويلز ومايك سميث وجون دونسوورث من ترايلر بارك بويز والممثلة جوان كيلي من واير هاوس 13. أنجبت نوفا سكوتيا أيضًا العديد من المخرجين السينمائيين مثل توم فيتزجيرالد (الحديقة المعلقة)ودانيال بيتري (القيامة - المرشح لجائزة الأوسكار) والمخرج فيل كومو الأكادي الحائز على العديد من الجوائز. قصص نوفا سكوشا موضوع العديد من الأفلام الروائية: متحف مارغريت (بطولة هيلينا بونهام كارتر)؛ ذا بوي بوي (من إخراج دانيال بيتري وبطولة كيفر ساذرلاند)؛ فتاة ووترفورد الجديدة؛ قصة أديل. (قصة الحب غير المتبادل لأديل هوغو)، وفيلم إيفانجلين (أحدهما من بطولة ميريام كوبر والآخر من بطولة دولوريس ديل ريو).
هناك صناعة سينمائية كبيرة في نوفا سكوشا. بدأت صناعة الأفلام الطويلة في كندا مع إيفانجلين (1913)، من إنتاج شركة بيوسكوب الكندية في هاليفاكس، والتي أصدرت ستة أفلام قبل إغلاقها. الفيلم ضاع منذ ذلك الحين. بعض الأفلام الطويلة الحائزة على جوائز والتي تم إنتاجها في المقاطعة هي فيلم تايتانيك (بطولة ليوناردو دي كابريو وكيت وينسلت)؛ أخبار الشحن (بطولة كيفن سبيسي وجوليان مور)؛ كا-19 صانعة الأرامل (بطولة هاريسون فورد وليام نيسون)؛ أميليا (بطولة هيلاري سوانك وريتشارد جير وإيوان ماكجريجور)وذا لايتهاوس (بطولة روبرت باتينسون وويليام دافو). أنتجت نوفا سكوتيا أيضًا العديد من المسلسلات التلفزيونية: هذه الساعة بها 22 دقيقة ويوبيل دون ميسر وبلاك هاربور وهيفن وترايلر بارك بويز والسيد دي وكول مي فيتز وثيودور توجبوت. يتم أيضًا إنتاج سلسلة أفلام جيسي ستون على شبكة سي بي إس من بطولة توم سيليك بشكل روتيني في المقاطعة.

### الفنون الجميلة

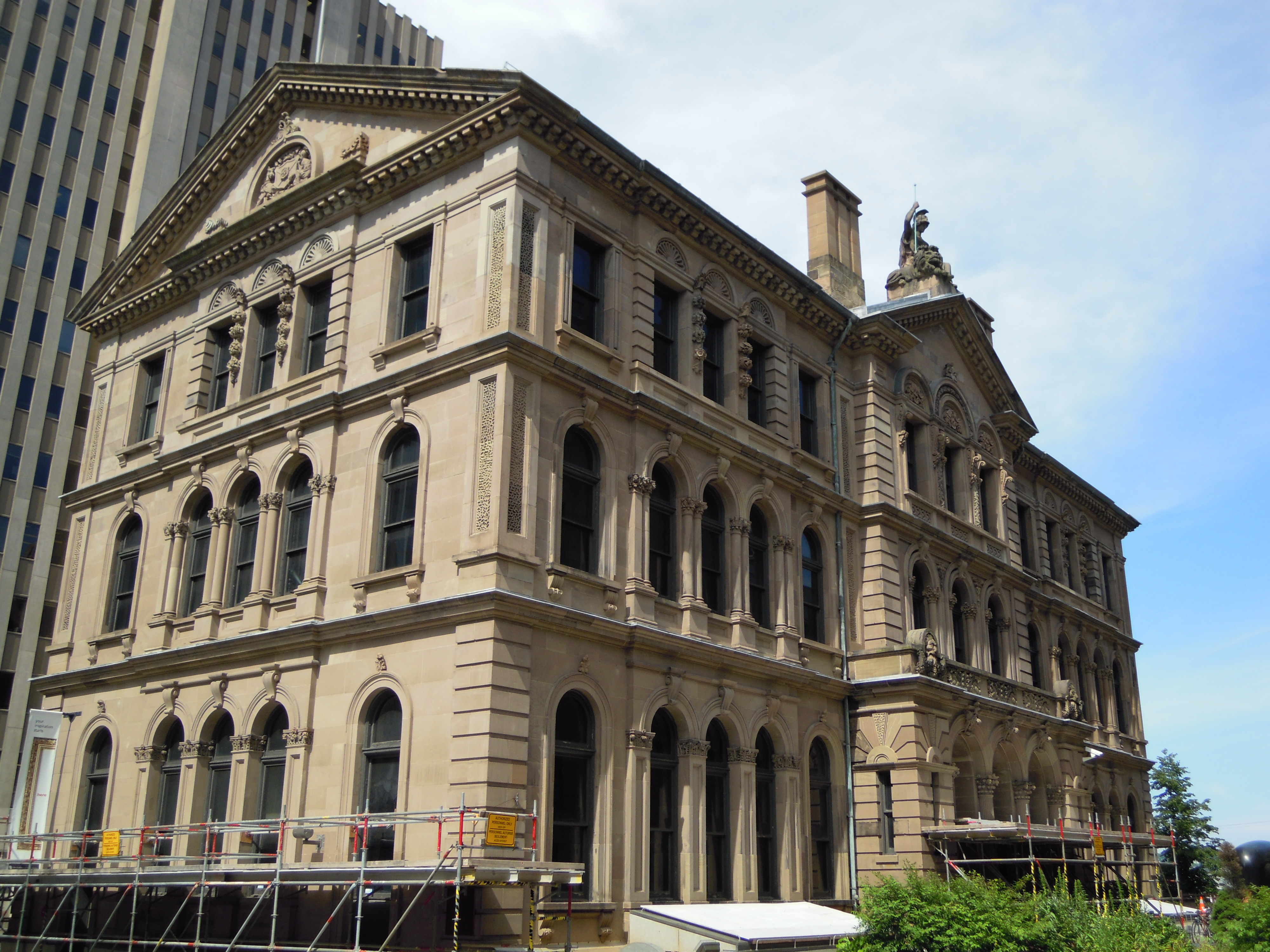
معرض الفنون في نوفا سكوشا وهو معرض الفنون الإقليمي في نوفا سكوشا.

لطالما كانت نوفا سكوشا مركزًا للتميز الفني والثقافي. تستضيف العاصمة، هاليفاكس، مؤسسات مثل كلية نوفا سكوشا للفنون والتصميم، ومعرض الفنون في نوفا سكوشا، ومسرح نبتون، ومركز دالهوزي للفنون، وتو بلانكس ومسرح باشون. المقاطعة هي موطن للفنون المرئية الطليعية والحرف اليدوية والكتابة والنشر وصناعة الأفلام. تم صنع الكثير من المنحوتات الفنية العامة التاريخية في المقاطعة من قبل النحات النيويوركي جيه ماسي ريند بالإضافة إلى النحاتين الكنديين هاميلتون ماك كارثي وجورج هيل وإيمانويل هان ولويس فيليب هيبير. بعض من هذا الفن العام تم إنشاؤه أيضًا بواسطة نوفا سكوتيان جون ويلسون. كان نوفا سكوتيان جورج لانج (بالإنجليزية: Nova Scotian George Lang)‏ نحاتًا حجريًا قام أيضًا ببناء العديد من المباني التاريخية في المقاطعة، بما في ذلك نصب ويلسفورد-باركر التذكاري. يوجد تمثالان/نصب تذكاري قيمان في المقاطعة في كنيسة القديس بولس (هاليفاكس): أحدهما لجون جيبسون (لريتشارد جون أونياكي جونيور)والآخر نصب تذكاري للسير فرانسيس ليغات شانتري (لأميليا آن سميث). كان كل من جيبسون وشانتري من النحاتين البريطانيين المشهورين خلال العصر الفيكتوري ولديهما عدد من المنحوتات في تيت ومتحف الفنون الجميلة وبوسطن ودير وستمنستر.
كان بعض أعظم رسامي المقاطعة مود لويس وويليام فالنتين وماريا موريس وجاك إل جراي ومابيل كيليام داي وإرنست لوسون وفرانسيس بانرمان وأليكس كولفيل وتوم فورستال وفنان بورتريه جون أوبراين. بعض الفنانين البارزين الذين حصلت نوفا سكوشا على أعمالهم هم الفنان البريطاني جوشوا رينولدز (مجموعة معرض الفنون في نوفا سكوشا)؛ وليام جوش وويليام ج. ويفر (كلاهما يعمل في مقاطعة هاوس)؛ روبرت فيلد (مقر الحكومة)، بالإضافة إلى كبار الفنانين الأمريكيين بنجامين ويست (صورة شخصية في نادي هاليفاكس، صورة لرئيس المحكمة العليا في نوفا سكوشا)، جون سينجلتون كوبلي، روبرت فيكي، وروبرت فيلد (الثلاثة الأخيرون لديهم أعمال في ملكية يوناكي). مصوران شهيران من نوفا سكوشا هما والاس آر ماكاسكيل وشيرمان هاينز. كان ثلاثة من أكثر الرسامين إنجازًا هم جورج وايلي هاتشينسون وبوب تشامبرز (رسام كاريكاتير) ودونالد إيه ماكاي.

### المؤلَّفات
هناك العديد من الكتاب نوفا سكوشا الذين حققوا شهرة عالمية: توماس تشاندلر هاليبرتون (وساعاتي)، اليستير ماكلويد (لا العظمى الأذى)، إيفلين ريتشاردسون (ونحافظ على ضوء)، مارغريت مارشال سوندرز (جميل جو)، لورانس بي بكين (ماركو بولو)، وجوشوا سلوكم (الإبحار وحده حول العالم). المؤلفون الآخرون هم جوانا سكيبسرود (العاطفيون)، ألدن نولان (الخبز والنبيذ والملح)، جورج إليوت كلارك (قصائد التنفيذ)، ليزلي تشويس (نوفا سكوتيا: على شكل البحر)، توماس رادال (هاليفاكس: واردن أوف ذا نورث)، دونا موريسي (قانون كيت) وفرانك باركر داي (روك باوند).
كانت نوفا سكوتيا أيضًا موضوعًا للعديد من الكتب الأدبية. بعض من أفضل الكتب مبيعًا على مستوى العالم هم: الرجل الأخير: قصة كارثة سبرينغهيل للتعدين (بقلم ميليسا فاي جرين)؛ لعنة المضيق: انفجار هاليفاكس 1917 (بواسطة لورا ماكدونالد)؛ «في القرية» (قصة قصيرة للمؤلفة الحائزة على جائزة بوليتسر إليزابيث بيشوب)؛ والحائز على جائزة دائرة نقاد الكتاب الوطنية (بالإنجليزية: National Book Critics Circle)‏ وكذا جائزة راف كروسينج (بواسطة سيمون شاما). من بين المؤلفين الآخرين الذين كتبوا روايات عن قصص نوفا سكوشا ما يلي: ليندن ماكنتاير، هيو ماكلينان (ارتفاع البارومتر)؛ إرنست باكلر (الوادي والجبل)؛ أرشيبالد ماك ميكان (الثلج الأحمر في جراند بري)، هنري وادزورث لونجفيلو (قصيدة طويلة إيفانجلين)؛ لورنس هيل (كتاب الزنوج) وجون ماك فراجر (مخطط نوبل العظيم).

### الوسائط

#### الأخبار
أول صحيفة طبعت في نوفا سكوشا كانت هاليفاكس جازيت في 23 مارس 1752. كانت أيضًا أول صحيفة تُطبع في أي مكان في كندا. توجد اليوم نسخة واحدة من العدد الأول من الجريدة الرسمية، والتي حصلت عليها مكتبة ومحفوظات كندا (بالإنجليزية: Library and Archives Canada)‏ في 20 يونيو 2002 من جمعية ماساتشوستس التاريخية في بوسطن. تم اختراع ورق الصحف المصنوع من لب الخشب في عام 1844 من قبل نوفا سكوتيان تشارلز فينيرتي وتم تقديمه إلى مسجل أكاديان (بالإنجليزية: Acadian Recorder)‏ كوسيلة طباعة بديلة للورق المصنوع من ألياف نباتية أخرى في ذلك الوقت، مثل القطن، والذي كان يصنع عادةً من مواد مهملة من الملابس. تأسست في عام 1874، الحالية اليومية الرئيسية في المحافظة القطع الكبير الصحيفة وقائع هيرالد، والتي يتم توزيعها على 91152 عملاء أيام الأسبوع، مع ارتفاع هذا العدد إلى 93178 يوم السبت (2015). إنها الصحيفة الأكثر انتشارًا في أتلانتيك كندا. لا تنشر الجريدة يوم الأحد. وهي مملوكة من قبل شبكة سالت واير، أكبر شركة إعلامية في كندا الأطلسية. توفر حكومة نوفا سكوتيا أيضًا أرشيفًا رقميًا للصحف السابقة عبر موقع أرشيف نوفا سكوشا.

#### المذياع
كانت أول محطة إذاعية في المقاطعة هي CHNS-FM التي تم بثها لأول مرة في 12 مايو 1926 من فندق كارلتون في هاليفاكس بواسطة جندي فيلق الإشارة في الحرب العالمية الأولى ويليام سي بوريت. اليوم المحطة مملوكة من قبل شركة نظام البث البحري (بالإنجليزية: Maritime Broadcasting System)‏ وتطلق عليها اسم العلامة التجارية 89.9 The Wave وتجذب متوسطًا أسبوعيًا ما عددهُ 64236 مستمعًا تتراوح أعمارهم بين 25 و54 عامًا. إنه ذو تنسيق كلاسيكي، يبث الموسيقى الشعبية من الستينيات والسبعينيات والثمانينيات.

### الموسيقى

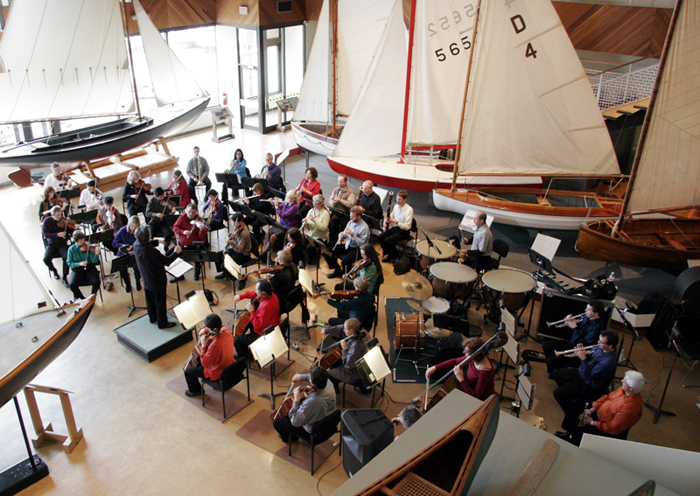
سيمفونية نوفا سكوشا تؤدي في المتحف البحري للمحيط الأطلسي في هاليفاكس

نوفا سكوشا هي موطن لسيمفوني نوفا سكوشا، وهي أوركسترا سيمفونية مقرها في هاليفاكس. أنجبت المقاطعة أكثر من حصتها العادلة من الموسيقيين المشهورين، بما في ذلك الفائزون بجائزة جرامي ديني دوهرتي (من الماماز والباباز) وآن موراي وسارة ماكلاشلان ومغني الريف هانك سنو وجورج كانيون ودريك جنسن، مغني الجاز هولي كول والفنانين الكلاسيكية بورشيا الأبيض وباربرا هانيغان ومتعددة جائزة جونو رشح مغني الراب مصنفة، وهؤلاء الفنانين متنوعة مثل ريتا ماكنيل، مات ميس، سلون، موشى، تود فانسي، ورانكين الأسرة، نتالي ماكماستر، سوزان كرو، باك 65، جويل بلاسكيت، وفرقتي نبيذ أبريل وغراند ديرينجمينت
هناك العديد من الأغاني المكتوبة عن نوفا سكوشا: أغنية سبرينجهيل (كتبها بيجي سيجر وأداها المغني الشعبي الأيرلندي لوك كيلي، وهو عضو في فرقة دبلن)؛ العديد من الأغاني لستان روجرز بما في ذلك بلو نوز وواتشينغ ذا أبلز جرو وذا جيني سي (يذكر ليتل دوفر وإن سي) وباريتس قراصنة؛ وداعا لنوفا سكوشا (تقليدية)؛ الأنف الأزرق (ستومبين توم كونورز)؛ إنها تسمى نوفا سكوشا (بقلم ريتا ماكنيل)؛ كيب بريتون (تأليف ديفيد مايلز)؛ أكاديان دريفتوود (بقلم روبي روبرتسون)؛ أكادي (بقلم دانيال لانوايس)؛ أغنية من أجل ميرا (بواسطة أليستر ماكجليفراي) وبيتي في نوفا سكوشا (بواسطة هانك سنو).
أنجبت نوفا سكوشا العديد من مؤلفي الأغاني المهمين، مثل غوردي سامبسون الحائز على جائزة جرامي، والذي كتب أغانٍ لكاري أندروود («يسوع، خذ العجلة»، «مجرد حلم»، «اخرج من هذه المدينة»)، مارتينا ماكبرايد وليان رايمز. تم تسجيل العديد من أغاني هانك سنو بواسطة أمثال ذا رولينج ستونز وإلفيس بريسلي وجوني كاش. كيب بريتونرز أليستر ماكجيليفراي وليون دابينسكي يكون كل أغنيات يكتب التي، يتم تغطيتها من قبل العديد من الفنانين شعبية، وذلك بإدخال ذخيرة من العديد من جوقات في جميع أنحاء العالم، وأصبحت تمثيل مبدع من الطراز نوفا سكوشا والقيم والروح. قد يطلق على أغنية بوبينسكي البوب «نحن نرتفع مرة أخرى» النشيد غير الرسمي لكيب بريتون.
المنتج الموسيقي بريان أهيرن هو مواطن من نوفا سكوشا. بدأ عمله كمدير موسيقى في سينجالونج جوبيلي على تلفزيون سي بي سي. أنتج لاحقًا 12 ألبومًا لآن موراي ("Snowbird" و"Dannys Song" و"You Wt See Me")؛ 11 ألبومًا لإيميلو هاريس (الذي تزوج في منزله في هاليفاكس في 9 يناير 1977). كما أنتج أقراصًا لجوني كاش وجورج جونز وروي أوربيسون وجلين كامبل ودون ويليامز وجيسي وينشستر وليندا رونستادت. ولد مؤلف الأغاني والمنتج الموسيقي الحائز على جائزة جرامي، سيركوت، المعروف بكتابته وإنتاجه لأغاني ذا ويكند، وبريتني سبيرز، ومايلي سايروس، وكاتي بيري، وترعرع في هاليفاكس قبل أن ينتقل إلى تورونتو في عام 2004.

### الرياضات

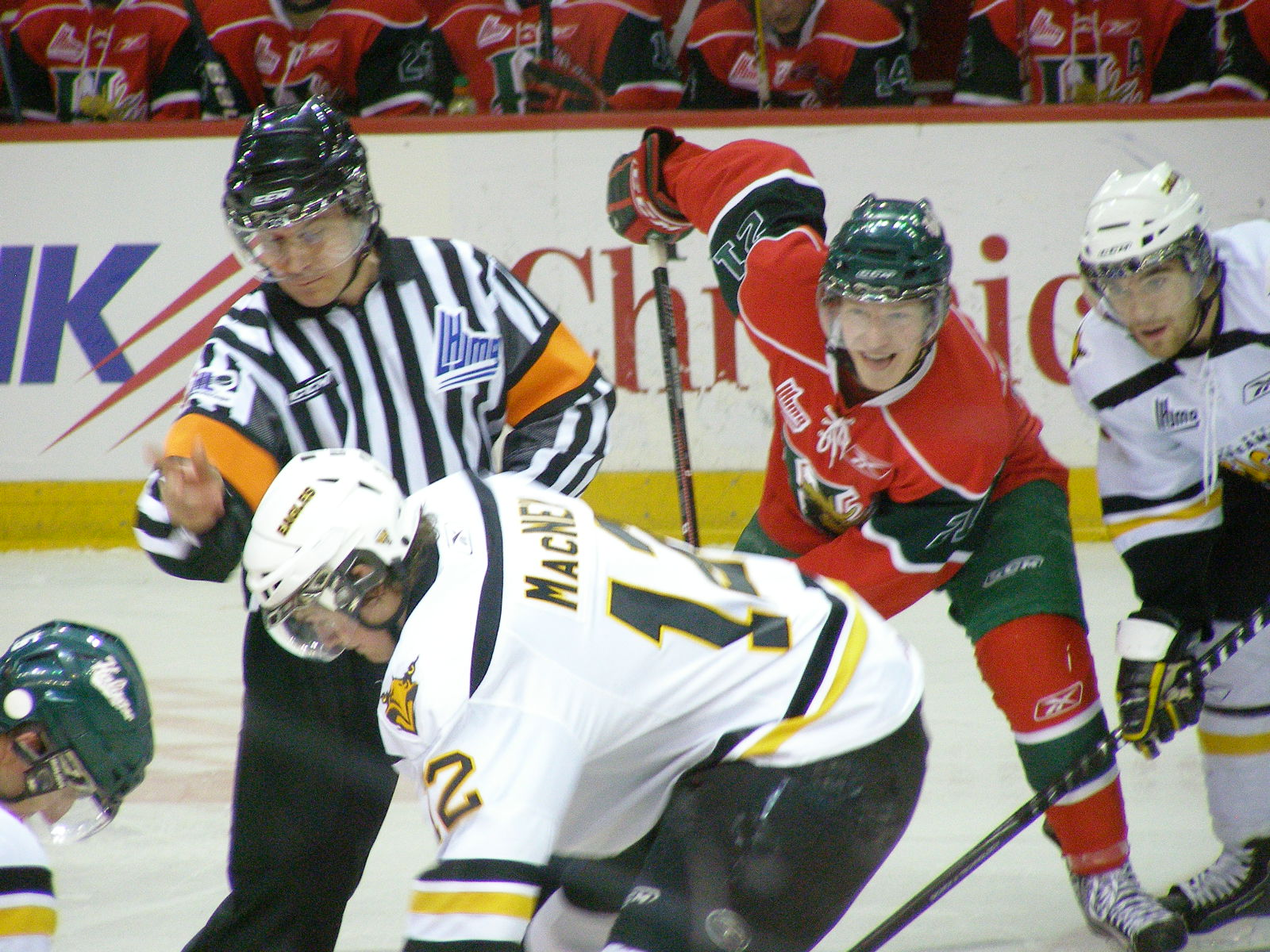
لعبة هوكي الجليد بين كيب بريتون سكريمينج إيجلز، وهاليفاكس موس هيدز، وهما فريقان ميجور جونيور للهوكي في نوفا سكوشا

الرياضة جزء مهم من ثقافة نوفا سكوشا. هناك العديد من الفرق الرياضية شبه المحترفة والجامعية والهواة، على سبيل المثال، فريق هاليفاكس موس هيدز، الذي له نصب تذكاري في الدوري الهوكي الكندي وسكريمينج إيجلز وكلاهما من دوري الهوكي الرئيسي في كيبيك. أعاصير هاليفاكس من الدوري الوطني الكندي لكرة السلة هو فريق آخر يطلق على نوفا سكوشا موطنه، وكان بطل الدوري لعام 2016. جاءت كرة القدم الاحترافية إلى المقاطعة في عام 2019 على شكل نادي نادي هاليفاكس واندرورز الكندي الإنجليزي الممتاز. كانت بطولة نوفا سكوتيا المفتوحة للجولف بطولة احترافية للجولف في جولة ويب دوت كوم في عامي 2014 و2015. أنجبت المقاطعة أيضًا العديد من الرياضيين مثل سيدني كروسبي (هوكي الجليد)، وناثان ماكينون (هوكي الجليد)، ولينكولن ستين (المصارعة)، وبراد مارشاند (هوكي الجليد)، وكولين جونز (الكرلنغ)، وآل ماكينيس (هوكي الجليد)، وتي جي جرانت (فنون قتالية مختلطة) وروكي جونسون (مصارعة ووالد دواين "ذا روك" جونسون) وجورج ديكسون (ملاكمة) وكيرك جونسون (ملاكمة). يتم تقديم إنجازات الرياضيين في نوفا سكوشا في قاعة مشاهير الرياضة في نوفا سكوشا.

## التعليم

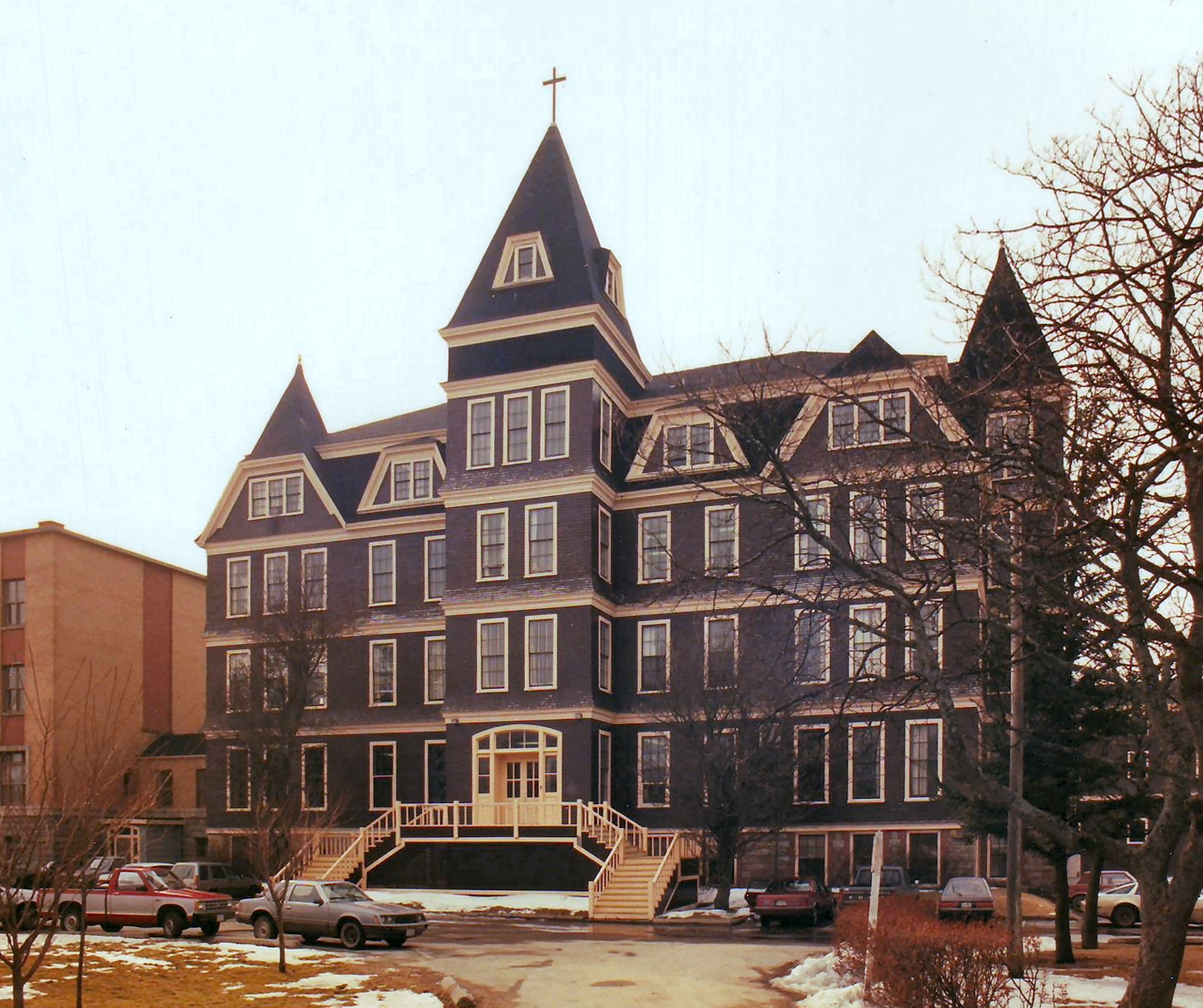
جامعة Sainte-Anne هي جامعة فرنكوفونية تقع في بوانت دي ليجليز.

وزير التربية والتعليم هو المسؤول عن إدارة وتقديم التعليم، على النحو المحدد في قانون التعليم، والقوانين الأخرى المتعلقة بالكليات والجامعات والمدارس الخاصة. يتم تحديد صلاحيات الوزير وإدارة التعليم من خلال اللوائح الوزارية ومقيدة بلوائح الحاكم والمجلس. جميع الأطفال حتى سن 16 عامًا ملزمون قانونًا بالذهاب إلى المدرسة أو يحتاج الوالد إلى أداء التعليم في المنزل. ينقسم نظام التعليم في نوفا سكوشا إلى ثماني مناطق مختلفة بما في ذلك؛ مقاطعة تراي (22 مدرسة)، وادي أنابوليس (42 مدرسة)، ساوث شور (25 مدرسة)، شينيكتو سنترال (67 مدرسة)، هاليفاكس (135 مدرسة)، مضيق (20 مدرسة)، ومركز كيب بريتون فيكتوريا الإقليمي تعليم (39 مدرسة).
نوفا سكوشا لديها أكثر من 450 مدرسة عامة للأطفال. يقدم النظام العام المرحلة الابتدائية حتى الصف الثاني عشر. كما توجد مدارس خاصة في المحافظة. يُدار التعليم العام من قبل سبعة مجالس مدارس إقليمية، مسؤولة بشكل أساسي عن تعليم اللغة الإنجليزية والانغماس في اللغة الفرنسية، وأيضًا على مستوى المقاطعة بواسطة مجلس مدرسة المقاطعة الأكادية (بالإنجليزية: Conseil Scolaire Acadien Provincial)‏، الذي يدير تعليم اللغة الفرنسية للطلاب الذين لغتهم الأساسية هي الفرنسية.
يضم نظام كلية مجتمع نوفا سكوشا 13 حرمًا جامعيًا في جميع أنحاء المقاطعة. مع التركيز على التدريب والتعليم، تأسست الكلية في عام 1988 من خلال دمج المدارس المهنية السابقة في المقاطعة. بالإضافة إلى نظام الكليات المجتمعية الإقليمية، هناك أكثر من 90 كلية خاصة مسجلة في نوفا سكوشا. توجد عشر جامعات أيضًا في نوفا سكوشا، بما في ذلك جامعة دالهاوسي، وجامعة كلية الملك، وجامعة سانت ماري، وجامعة جبل سانت فنسنت، وجامعة كلية نوفا سكوتيا للفنون والتصميم، وجامعة أكاديا، وجامعة سانت آن، وجامعة القديس فرانسيس كزافييه، وجامعة كيب بريتون، ومدرسة أتلانتيك.

## فهرس
- أطلس نوفا سكوشا.مركز نوفا سكوشا للجيوماتكس.مقاطعة نوفا سكوشا. 2006.رقم ISBN 978-0-88780-707-7.
- بريبنر، جون بارتليت. المخفر الأمامي في نيو إنجلاند. أكاديا قبل غزو كندا (1927)
- بريبنر، جون بارتليت. يانكيز المحايدون في نوفا سكوشا: مستعمرة هامشية خلال سنوات الثورة (1937)
- كريتون، هيلين (1966).أغاني وقصائد من نوفا سكوشا.منشورات دوفر.رقم ISBN 978-0-486-21703-1.
- غريفيث، NES  [لغات أخرى]‏ (2005).من مهاجر إلى أكادي: شعب حدودي بأمريكا الشمالية، 1604-1755.مطبعة جامعة ماكجيل كوين.رقم ISBN 978-0-7735-2699-0.
- جرينير، جون. آفاق الإمبراطورية. حرب نوفا سكوشا، 1710-1760. مطبعة جامعة أوكلاهوما، نورمان، 2008. ( رقم ISBN 9780806138763)
- لاندري، بيتر. الأسد والزنبق. المجلد. 1، ترافورد للنشر، فيكتوريا، كولومبيا البريطانية، 2007. ( رقم ISBN 1425154506)
- مردوخ، بيميش. تاريخ نوفا سكوشا، أو أكادي. المجلد 2. ببليو بازار، لافيرجن، تينيسي، ١٨٦٥.
- بريك، كينيث ج.نوفا سكوشا والاتحاد الكونفدرالي، 1864–74 (1979) ( رقم ISBN 0-8020-5389-0)
- توماس أكينز. تاريخ هاليفاكس، مطبعة بروكهاوس. 1895. (طبعة 2002) ( رقم ISBN 1141698536)

## أعلام
- سيمون نيوكومب
- ديريك هاتفيلد
- كيت هود
- جيريمياه جونز
- جوزفين كرويل
- ماري إليكوت أرنولد
- آن موراي
- بروس وليامز
- جوليا أرشيبالد هولمز
- جون جاكسون
- فرانك باركر داي